# トヨタ・RAV4
RAV4（ラヴフォー）は、トヨタ自動車が生産・販売しているクロスオーバーSUV。4代目は海外専売車となっていたが、5代目から再び日本市場に投入された。

## 概要
初代RAV4は本国の日本でいう「5ナンバーサイズ」に収まるコンパクトなサイズのクロスオーバーSUVであったが、主に北米市場の要求から、モデルチェンジのたびにボディサイズを拡大、2代目以降3ナンバーサイズとなった。主要市場の欧米においては他の同社製SUVよりもコンパクトなサイズとなっている。生産はトヨタ自動車高岡工場（愛知県豊田市）と、グループ会社の豊田自動織機長草工場（愛知県大府市）である。
4代目は日本での販売こそされていなかったものの、欧州全域・北米・南米・オセアニア・中国・東南アジア・南アフリカなど、世界200か国で使用される世界戦略車である。2016年時点でRAV4はカローラ、ハイラックスに次いで世界で3番目に売れているトヨタ車であり、2017年には世界全体の自動車販売台数ランキングでも4位となるほどの人気を示している。特に北米での人気は際立っており、アメリカの乗用車販売台数で16年連続1位であったカムリを抜いて首位に立った。
国内復帰した5代目も安いとは言えない価格帯と全幅1855ミリメートル～という巨大なサイズながら、オールマイティな優秀な点が高く評価されて5か月間もの間日本の月間販売台数SUV部門1位を獲得し続けた上、2019-2020年の日本カー・オブ・ザ・イヤーも受賞した。2019年の世界販売台数ランキングでは3位につけ、1位争い常連のフォード・Fシリーズをも脅かす勢いである。2020年にはシリーズ累計1000万台に到達している。

## 初代（XA1#型・1994年5月 - 2000年5月）
1989年10月に開催された東京モーターショーにRAV-FOURとして出展し、4年後の1993年10月に開催された東京モーターショーにプロトタイプが披露された後、1994年5月に発表された。
カローラ、セリカなどのコンポーネンツを流用しながらも、フロアパネルは独自に起こされ、リアサスペンションも鍛造リンクを用いた仮想球面支持の専用品となるなど、オン・オフ両面の性能追求のため、惜しみなく技術が投入されることとなった。
パワートレーンは直列4気筒 2.0L 3S-FE型 ガソリンエンジンとトランスミッションを横置きに搭載し、ドライブトレーンには日本車では数少ないベベルギア式のセンターデフを持つ本格的なフルタイム4WDである。
CMキャラクターには木村拓哉が起用され、本来RVに興味のない若い女性層にも売れた。
1995年4月には、ホイールベースを延長し、居住性と利便性を向上させた5ドアモデル「RAV4 V」（ラヴフォーファイブ）が追加された。
1996年8月にマイナーチェンジを実施し、スポーツエンジンである 3S-GE型 を搭載した3ナンバーボディのスポーツモデルTypeG、3ドアソフトトップ（前席は標準型にも設定されていた脱着式パネルサンルーフで、Bピラー以降が幌のもの。いすゞ・ミューと同じタイプ）も追加された。1998年8月には平成10年アイドリング規制に適合。
シティユースを目的とした車ではあるものの、余裕のある最低地上高や優秀な4WD性能、及びボディ下部が破損しにくい樹脂プロテクターで覆われていることなどから、プライベートで足回りのチューニングを施しオフロードで力を発揮させるユーザーや、全日本オフロードトライアルのシリーズ戦に出場する選手も登場。また、この4輪独立サスペンションは、オンロードでは乗用車と変わらない操縦安定性と快適性をも提供する。RAV4をベースとした電気自動車のRAV4 EVも後にフリート販売された。
変わったバリエーションとしては、「パーソナルセレクション」という、ボディカラーの配色、内装色を指定された色の中から自由に選べるオプションがあった。初期の頃には迷彩パターンや、Bピラーとルーフ一部をロールケージのように塗り分けるパターンもあったが、後期型以降は、メインの外板×バンパーやアンダーパネル×内装色の組み合わせを選ぶシステムに落ち着いた。
2000年4月に生産終了。在庫対応分のみの販売となる。
2000年5月に2代目と入れ替わる形で販売を終了した。

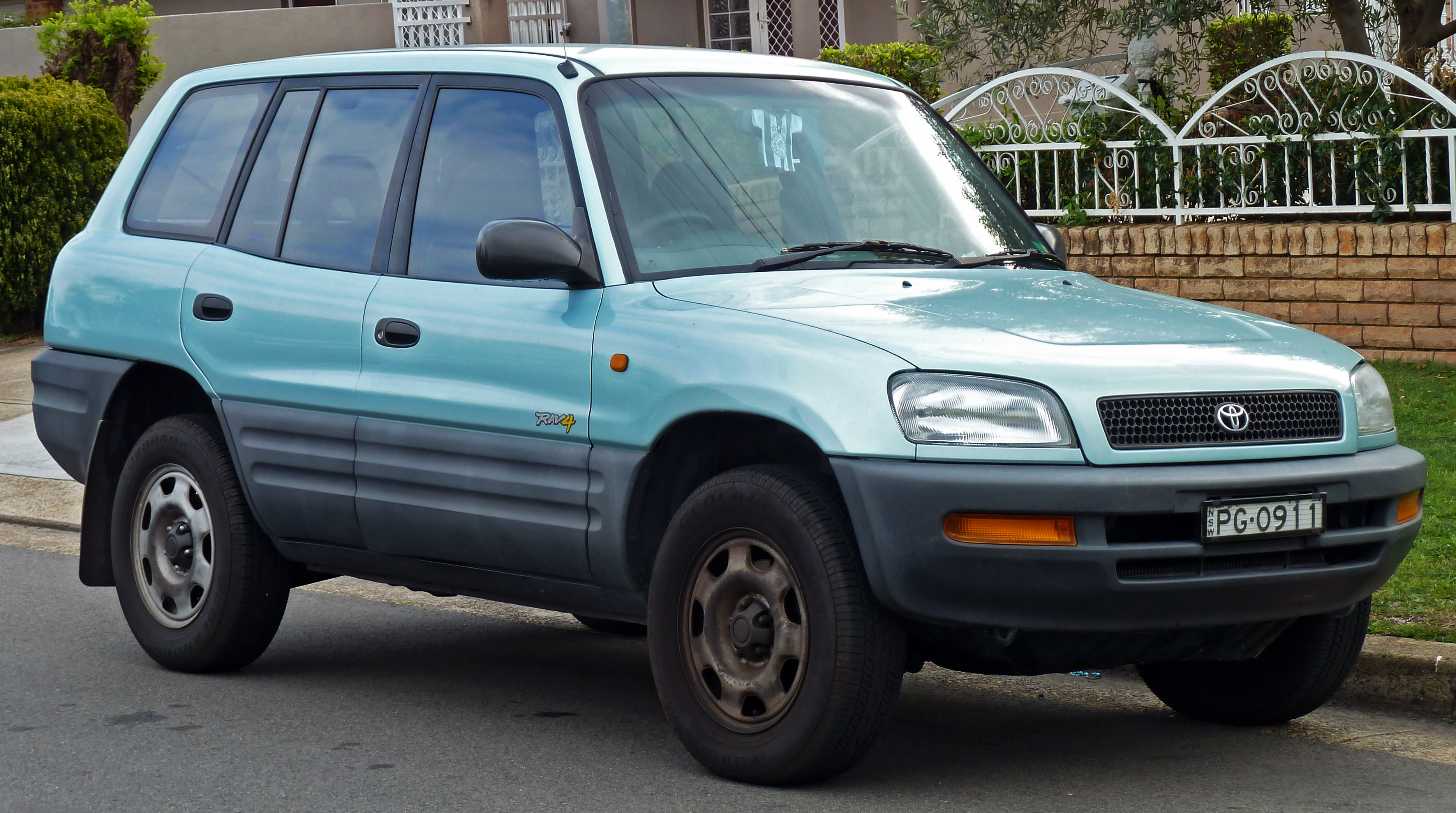
5ドア 前期型 豪州向け
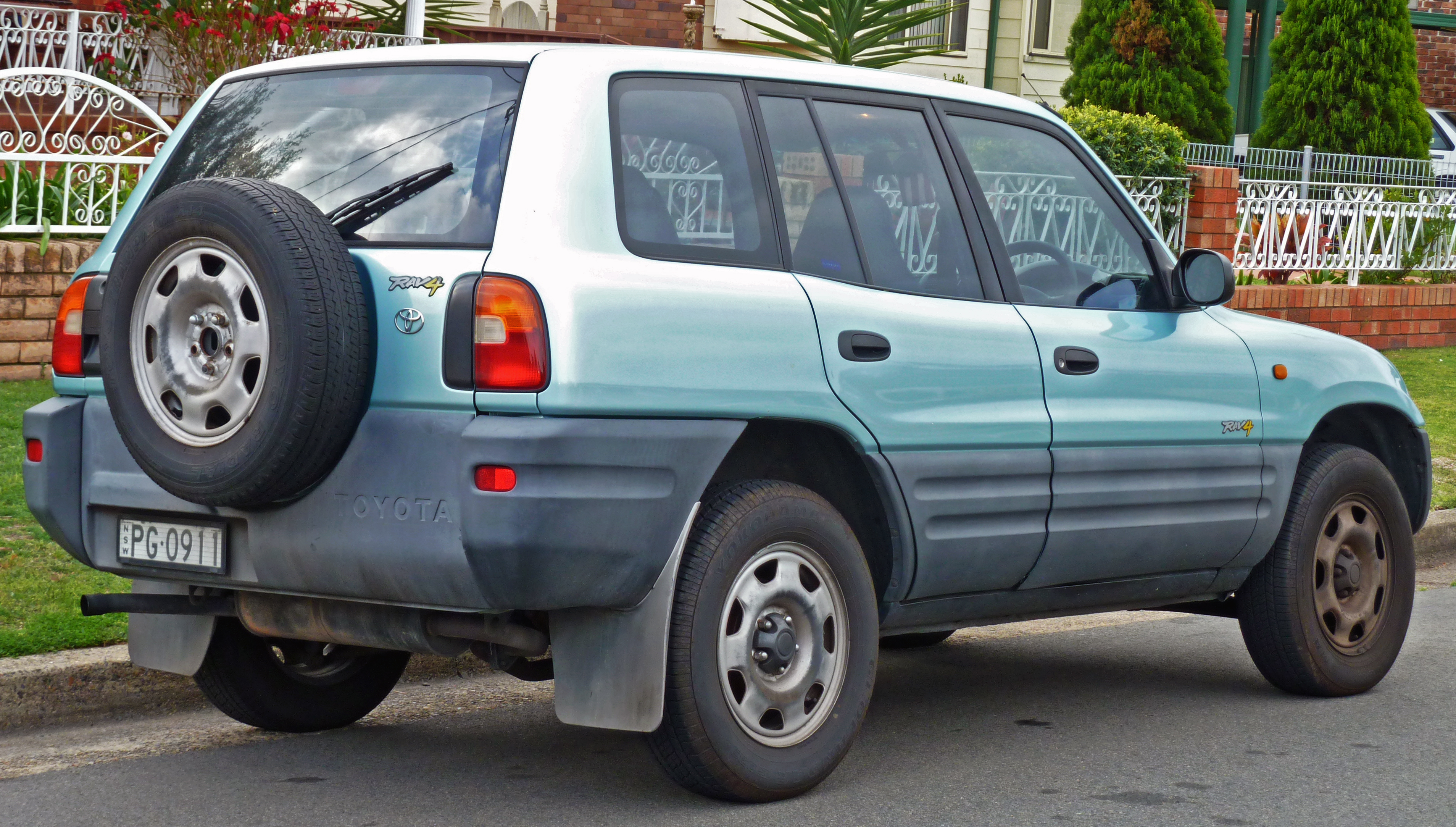
5ドア 前期型 豪州向け リア
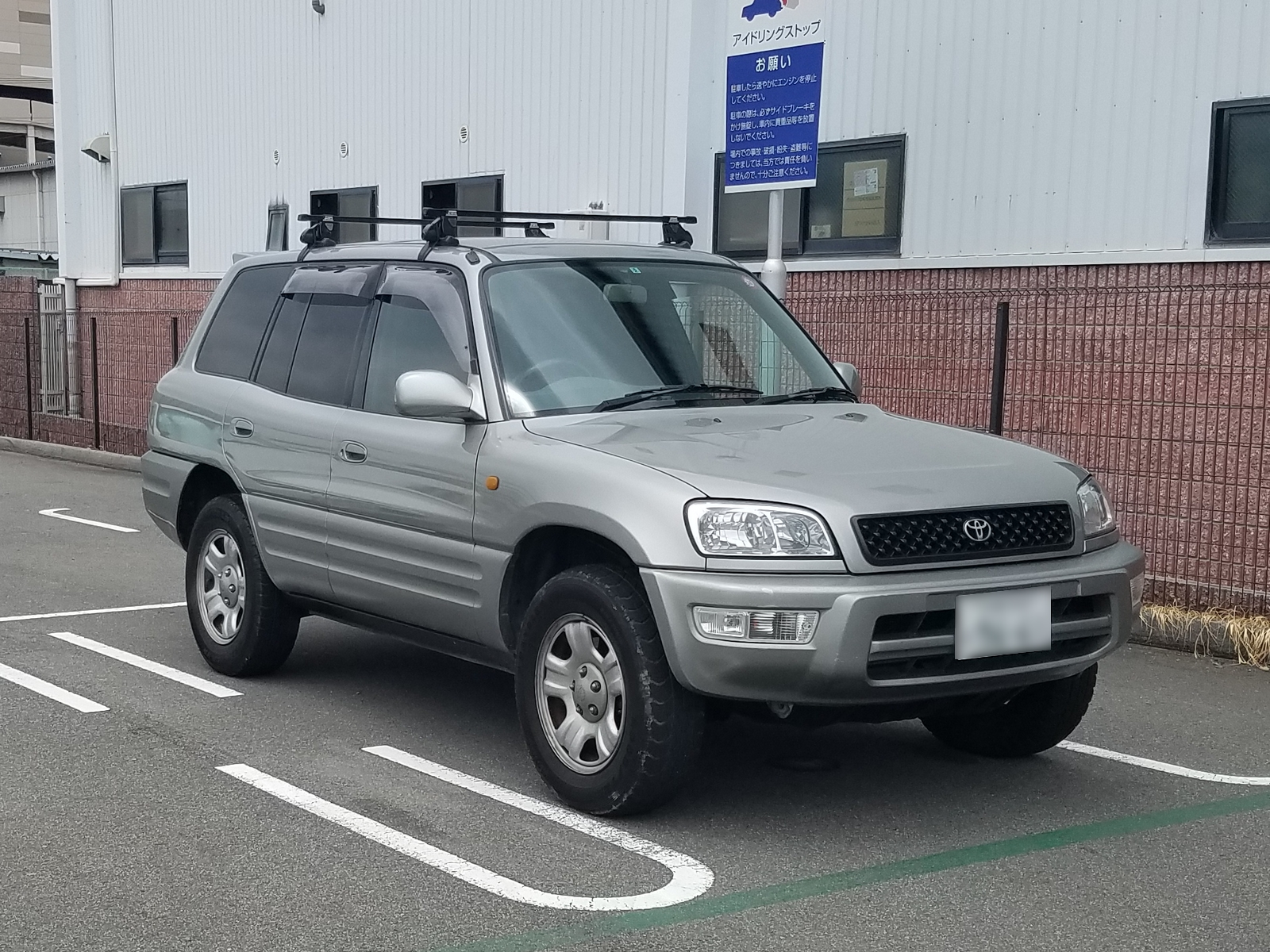
RAV4 L V（後期型） フロント
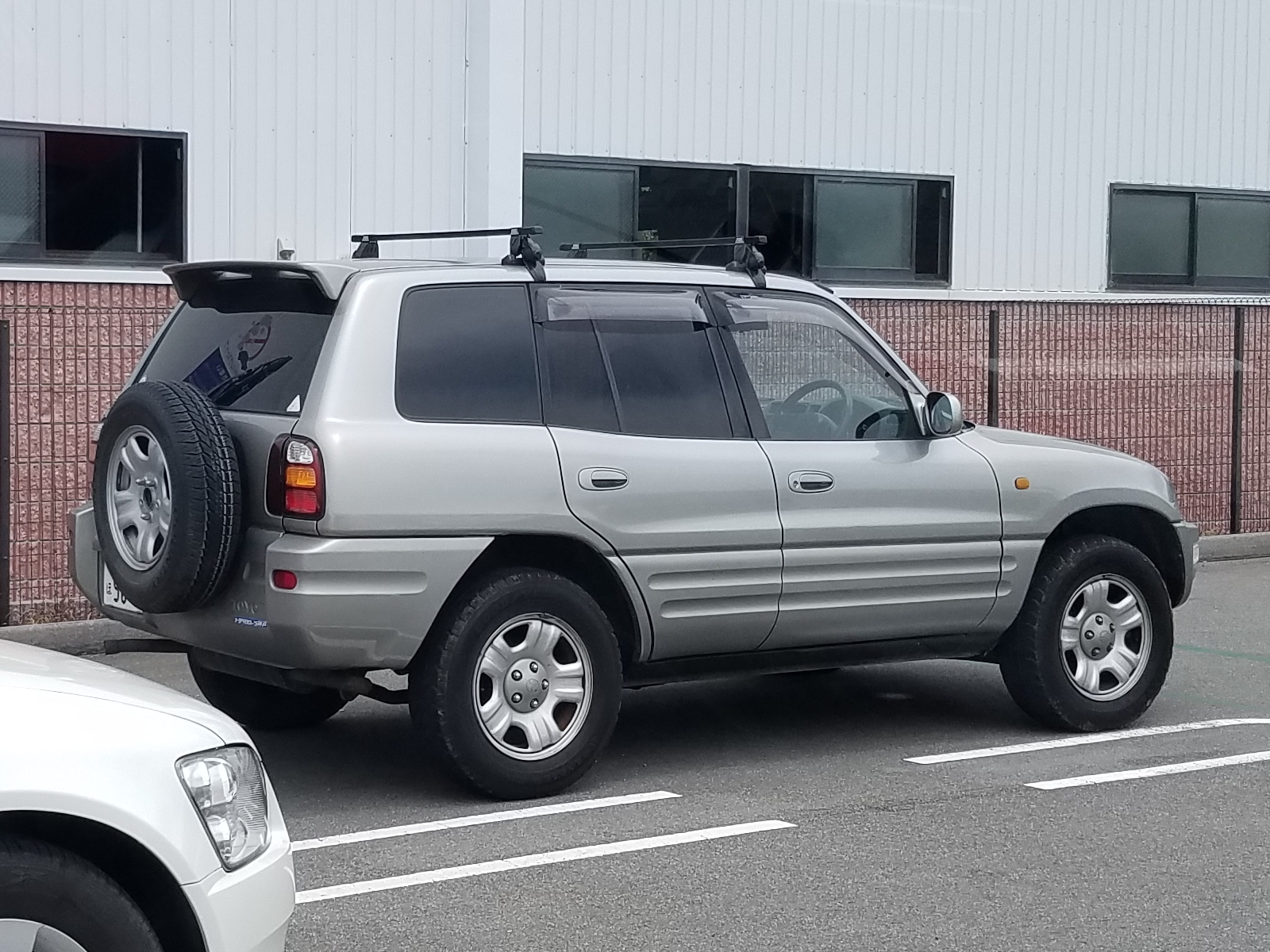
RAV4 L V（後期型） リア

## 2代目（XA20W型・2000年5月 - 2005年11月）
2000年5月に登場。海外戦略を重視したために、同年のジュネーブモーターショーで海外先行デビューした。3か月後の8月にフルモデルチェンジしたカローラ系のコンポーネンツを使用するが、フロアパネルは先代同様に専用設計となっている。エンジンは2WD用に1ZZ-FE(1.8L)と、4WD用に1AZ-FSE（2.0L直噴）が設定されている。グレードは下からX、X-G、エアロスポーツ、ワイドスポーツの4つでそれぞれに4ATと5MTが組み合わされていたが、2003年8月のマイナーチェンジ時にエアロスポーツ、及び各MT仕様が廃止された。
当モデルは、先代の弱点であった室内空間の貧弱さを克服する方策としてボディサイズを拡大し、全モデルで3ナンバーボディサイズとなった（それでも他社製の同クラスSUVに比べると小型であった）。また、先代モデルが3ドアモデルメインの開発であったことに対し、当モデルではより居住空間に優れた5ドアモデルメインの開発が行われた。内外装の質向上も著しく、よりシティユースを志向したモデルであると言える。しかし、日本国内でのSUVブームの沈静化もあり、最終的に良好なセールスを記録するには至らなかった。反面、欧米では非常に人気が高く、輸出仕様には本革シートを装備したモデルや、ディーゼルターボやガソリンターボエンジンを搭載したモデルも存在している。
2000年に制定された低排出ガス車認定制度における認定車第1号であり、最初に同ステッカーをつけた車種でもある。
2005年10月に生産終了。在庫対応分のみの販売となる。
2005年11月に3代目と入れ替わる形で販売終了。

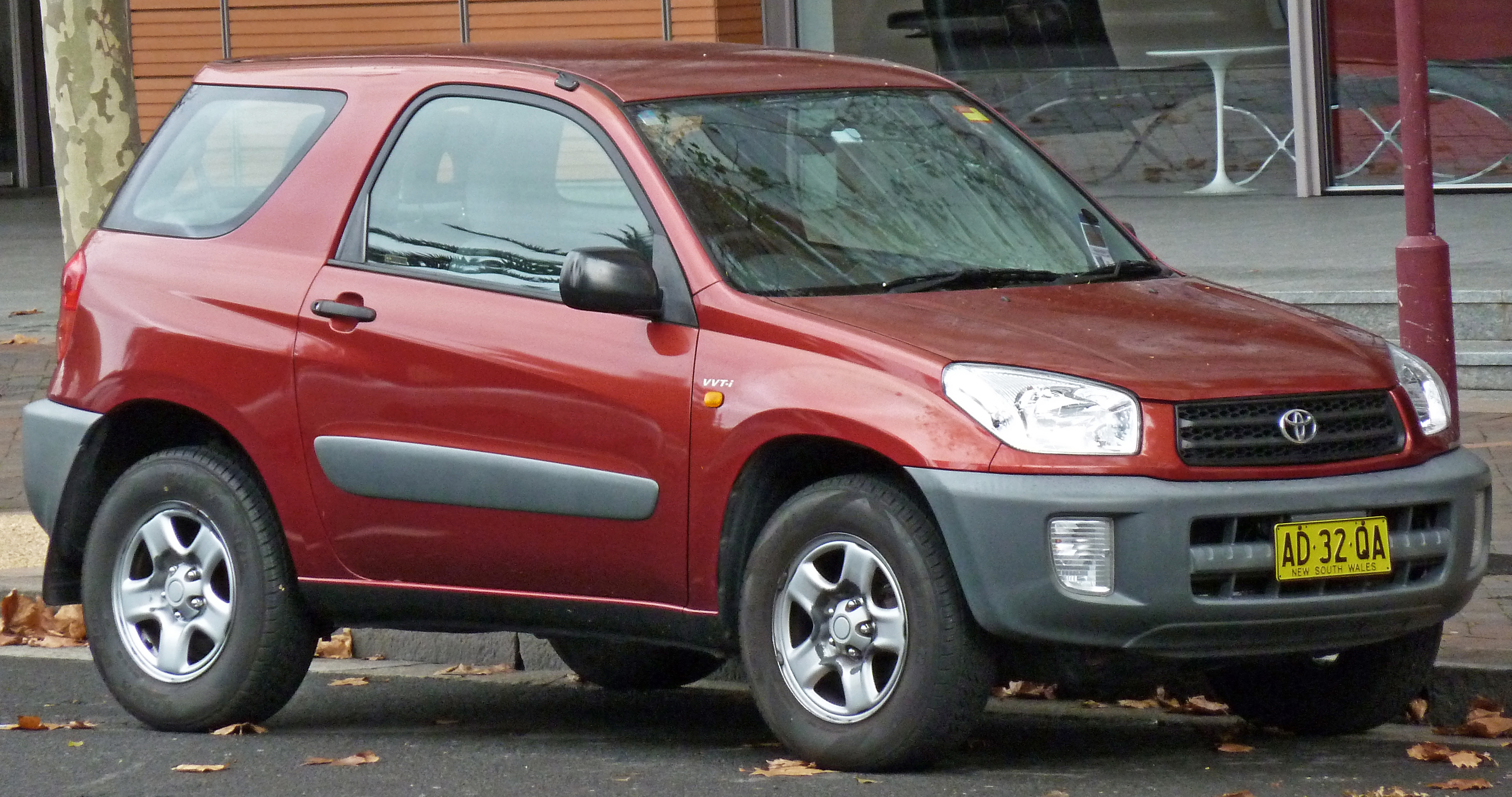
3ドア 前期型
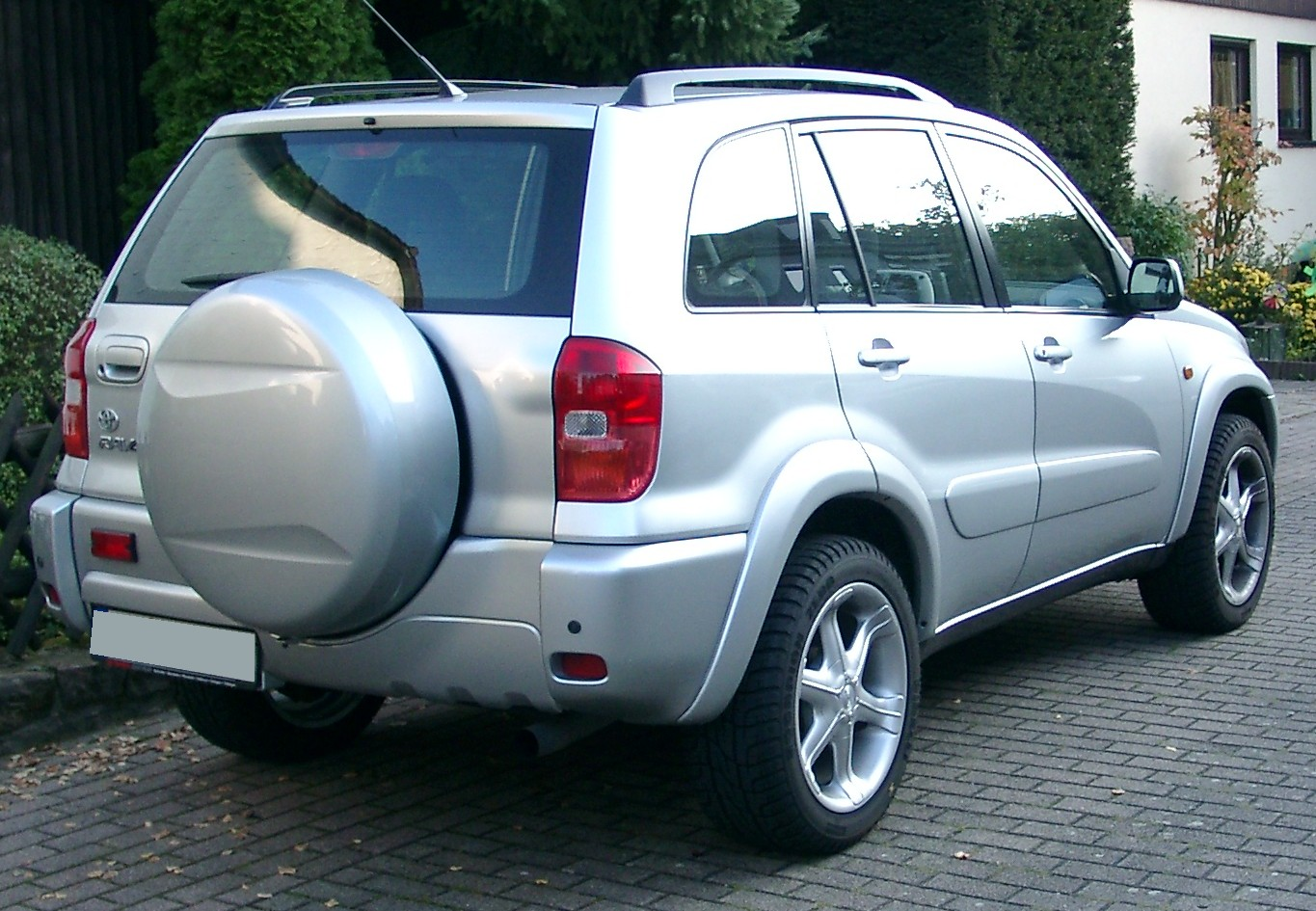
5ドア 前期型 リア
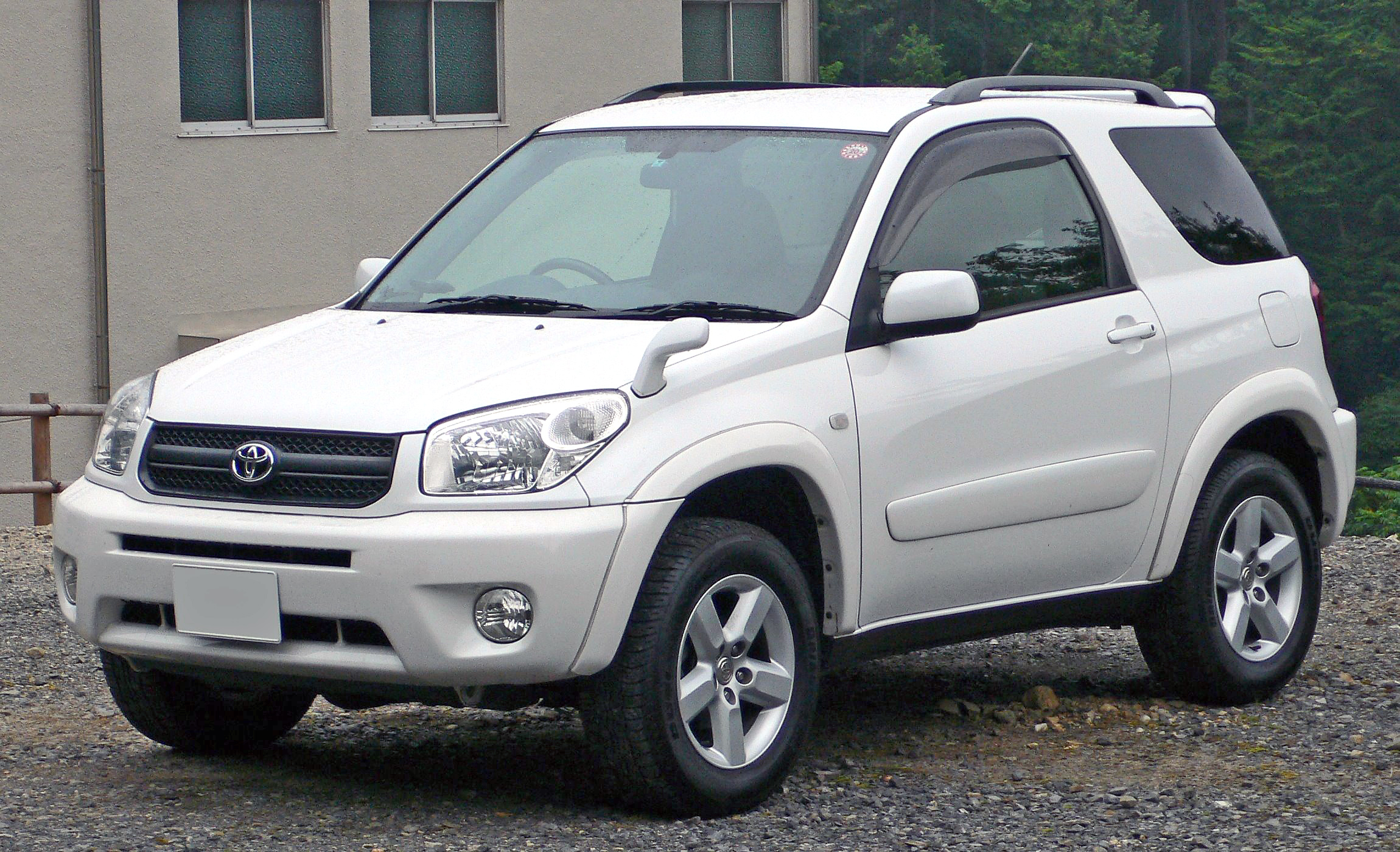
3ドア 後期型
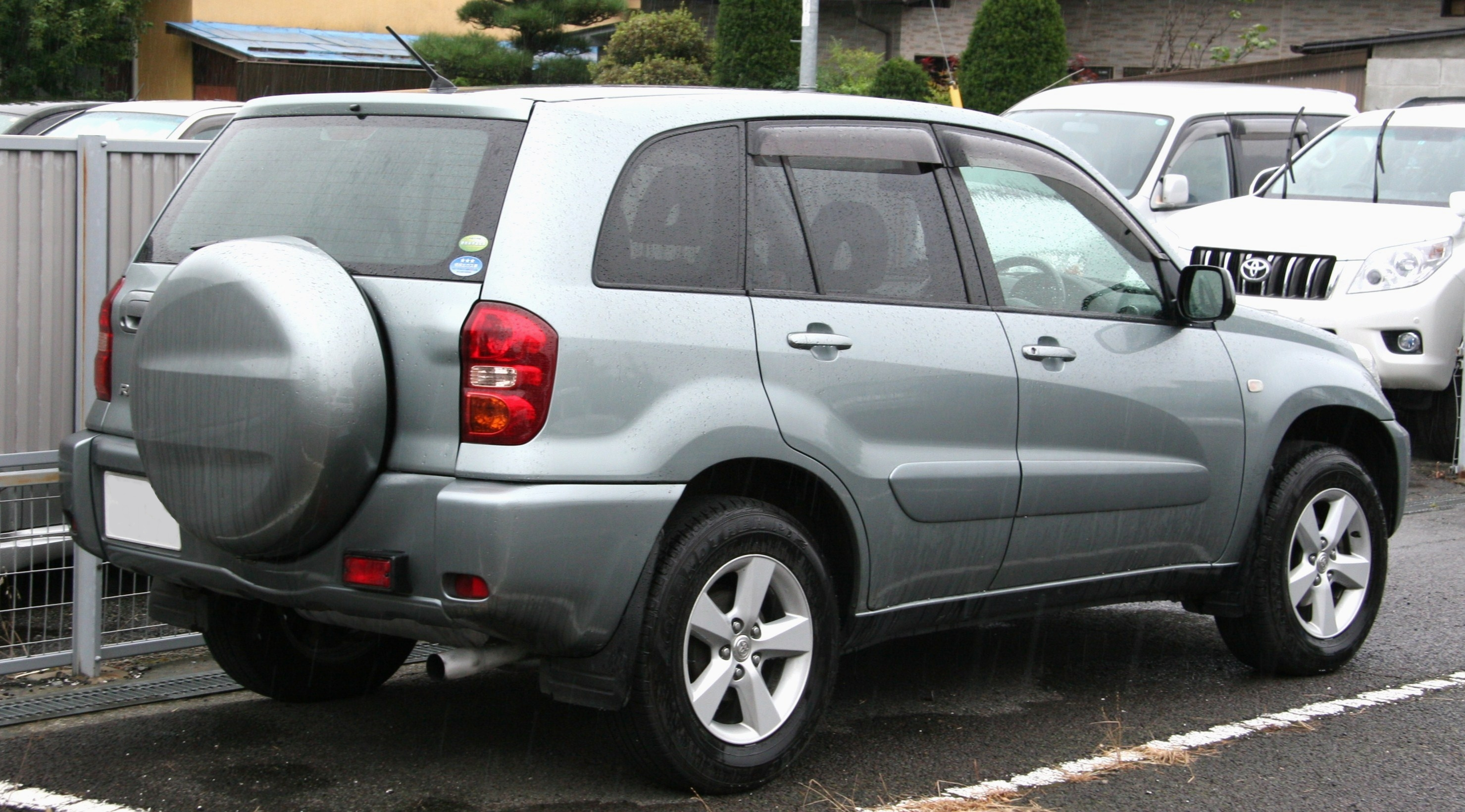
5ドア 後期型 リア

## 3代目（XA30W型・2005年11月 - 2016年7月）
2005年11月14日に登場。国内目標月間販売台数は2000台。2006年1月から海外販売を開始し、グローバルでの目標年間販売台数は30万台。
同年のフランクフルトモーターショーでお披露目された。トヨタの「MCプラットフォーム」を進化させた「新MCプラットフォーム」を初めて採用した車種である。エンジンは上郷・下山両工場製の2AZ-FE（2.4L）のみ。全モデルでCVTのみの設定となる。4WD性能はこれまでのセンターデフ＋ビスカスカップリング式フルタイム4WDではなく、電子制御式4WDに変更された。
当モデルは、先代モデルに比べてさらにボディサイズが拡大され、海外市場をより強く意識した設計とされている。また、初代から設定されていた3ドアモデルが廃止され、5ドアモデルのみの設定となるが、海外向け（欧州・アフリカ・南米の一部以外）のモデルには荷室などを延長したロングボディがあり、ドア枚数こそ変わらないものの、これまで通りロングとショートの2種類のボディタイプを持つ。ロングボディ仕様は、日本国内でも2007年8月から派生車種「ヴァンガード」として投入された。なお、ロングタイプでは3列シートも選択可能で、エンジンは3.5L V6（北米、豪州等のみ）エンジンも用意されていた。
欧州向けや南米・アフリカ向けの一部は日本と同じサイズのショートボディであり、4WDモデルのみの設定である。また他の地域ではみられない、1AZ-FE（2.0L）および2AD-FTV（2.2Lディーゼル、135ps）、2AD-FHV（2.2Lディーゼル、180ps）エンジンを搭載したモデルも存在した。なお、ディーゼルエンジンと組み合わされるトランスミッションは6MTのみである。また、欧州向け右ハンドル車（主にイギリス向け）は、豊田自動織機のみでの製造となっている。
日本仕様はネッツ店専売車種であるため、フロントエンブレムにはトヨタマークではなく“N”をかたどったエンブレムが採用された。ネッツ店での専売化により、従来型までのサブネーム「J」及び「L」は消滅した。なお、カローラ店とネッツ店で併売されていたクルーガーは、当車の発売に合わせカローラ店専売モデルとなったが、2007年6月に後継車ヴァンガードの発売を機に消滅した。発売当時のグレード構成は下からX、G、スポーツの3種。
生産工場はトヨタ自動車田原工場、及び豊田自動織機長草工場、中国・天津の一汽豐田天津工場である。

### 年表
- 2007年9月6日、特別仕様車X Limitedを発売。

- 2008年9月1日、マイナーチェンジ。エクステリアをグレードごとに差別化したほか、スペアタイヤを廃した新グレード「STYLE」を追加。一方で「G」を廃止。

- 2009年10月20日、韓国トヨタにより韓国市場にて発売を開始。ロングボディ採用の北米仕様をベースとしている。

- 2012年5月、アメリカ・カリフォルニア州においてテスラ・モーターズとの提携商品となる電気自動車「RAV4 EV」を年内に発売すると発表。1回の充電で100マイル（約160km）の走行を可能とした。

- 2012年12月3日、一部改良。S-VSC（ステアリング協調車両安定性制御システム）、ヒルスタートアシストコントロール&ダウンヒルアシストコントロール制御システム、ステアリングスイッチ（オーディオスイッチ）を標準装備。併せて、既存グレードを「STYLE」に集約し、グレーメタリック塗装の18インチアルミホイールやカラードオーバーフェンダーなどを装備した「STYLE"S Package"」を新設。また、JC08モード燃費に対応した。

- 2015年5月、一部仕様の整理により「STYLE "S Package"」が廃止され、ボディカラーが4色に削減された。

- 2016年7月[9]、オーダーストップ、並びに生産終了。以降は在庫対応のみとなる。

- 2016年8月[10]、販売終了に伴い、ホームページの掲載を終了。

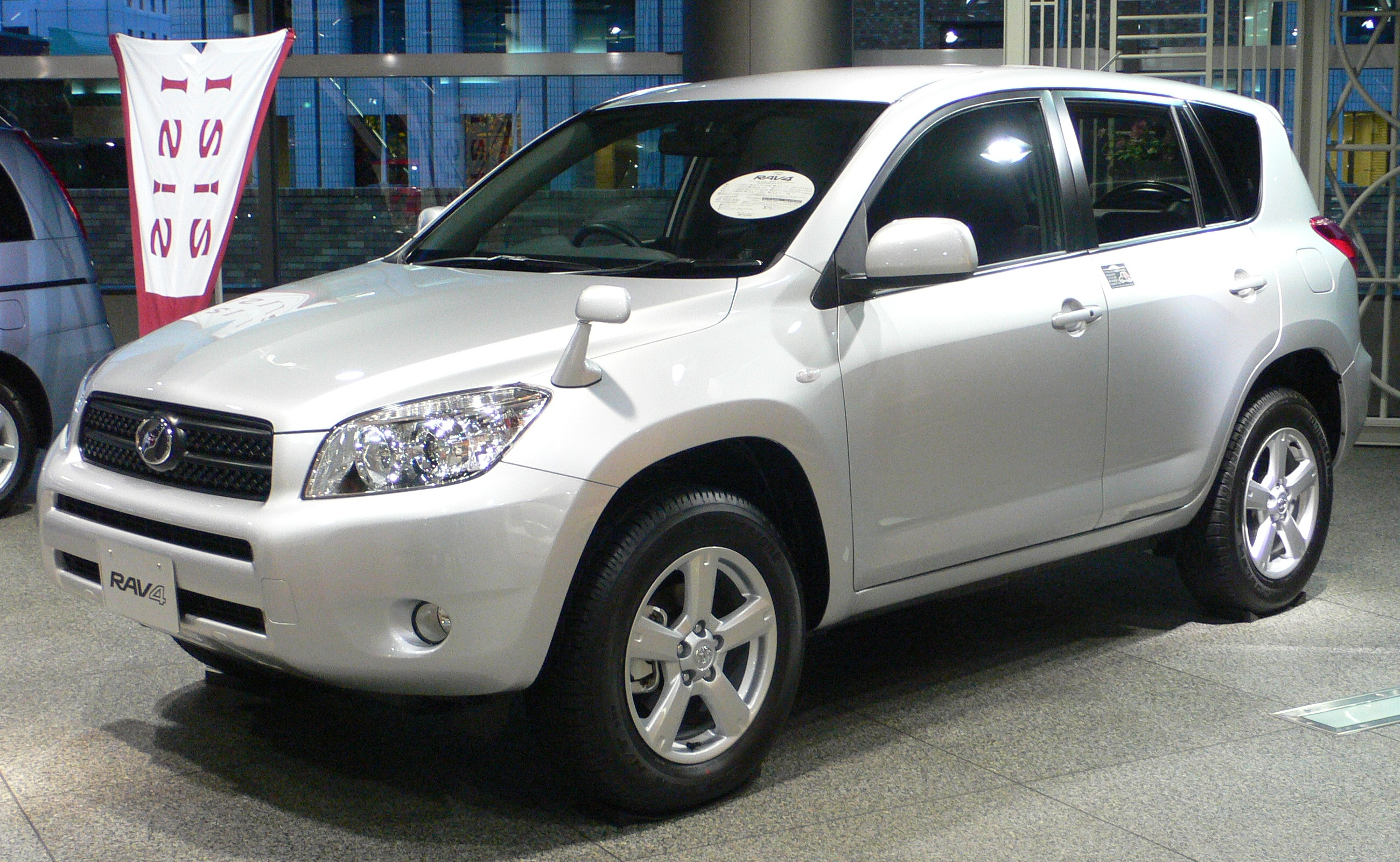
日本仕様前期型（2005年11月 - 2008年9月）
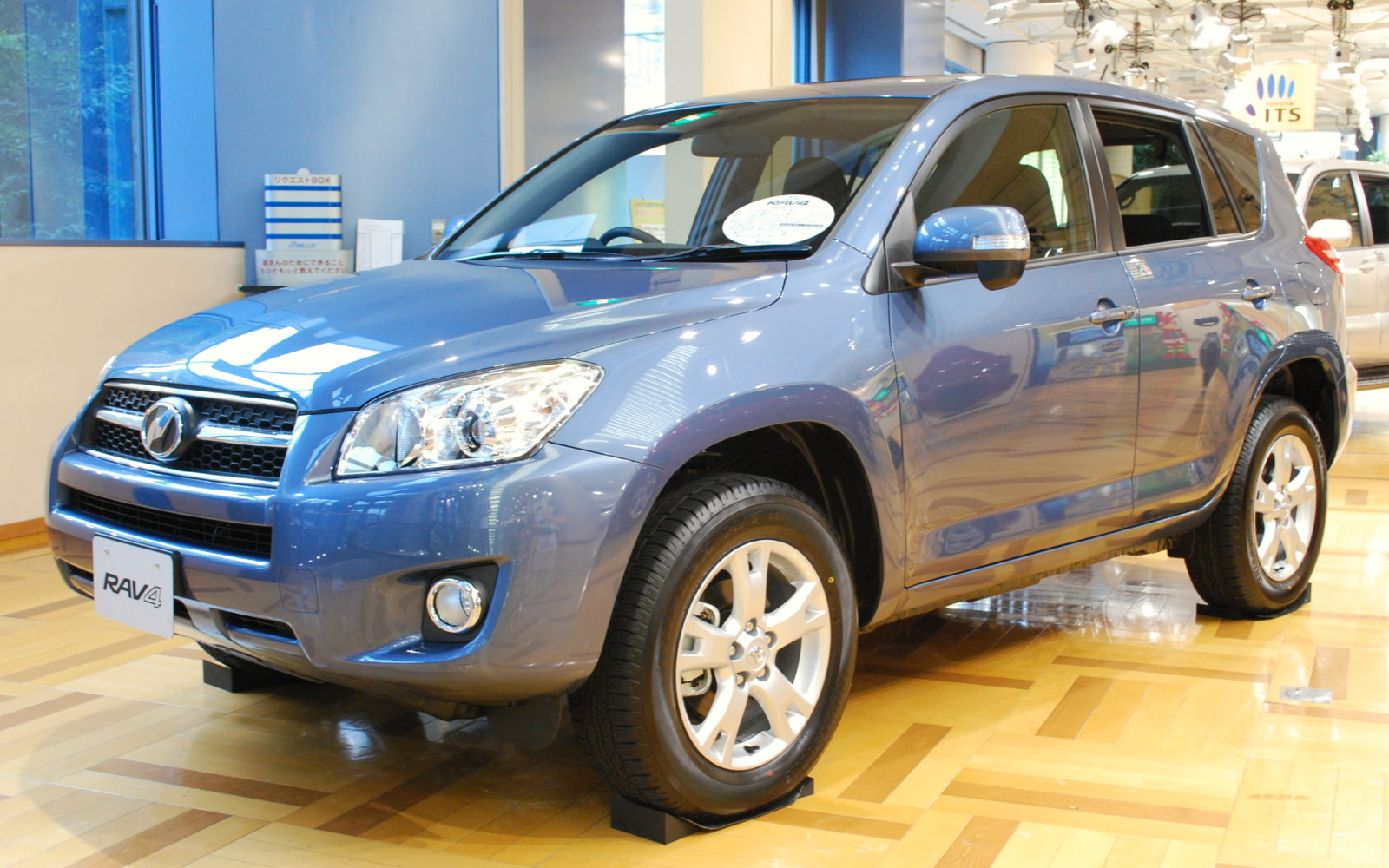
日本仕様後期型（2008年9月 - 2016年8月）
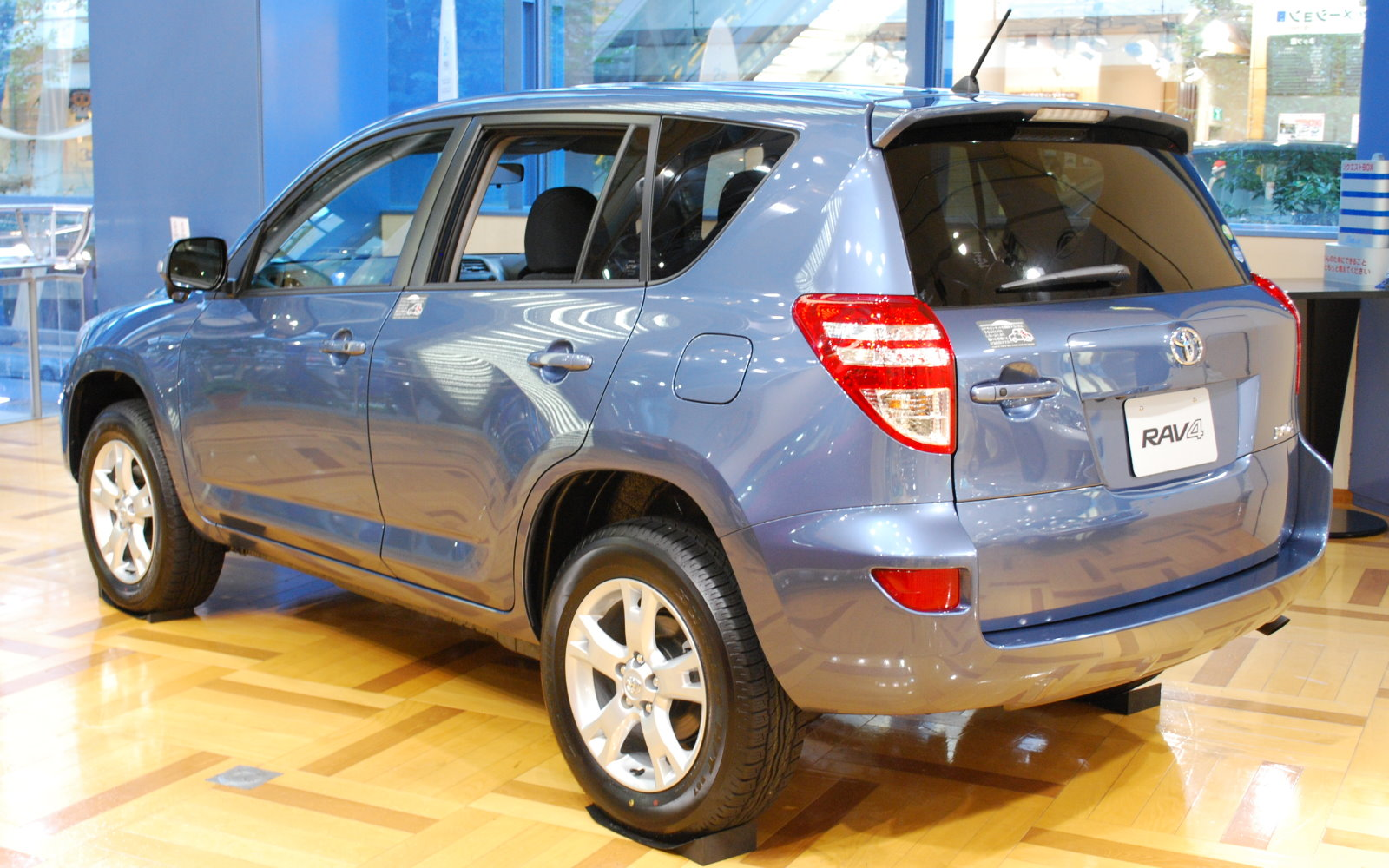
日本仕様後期型リア
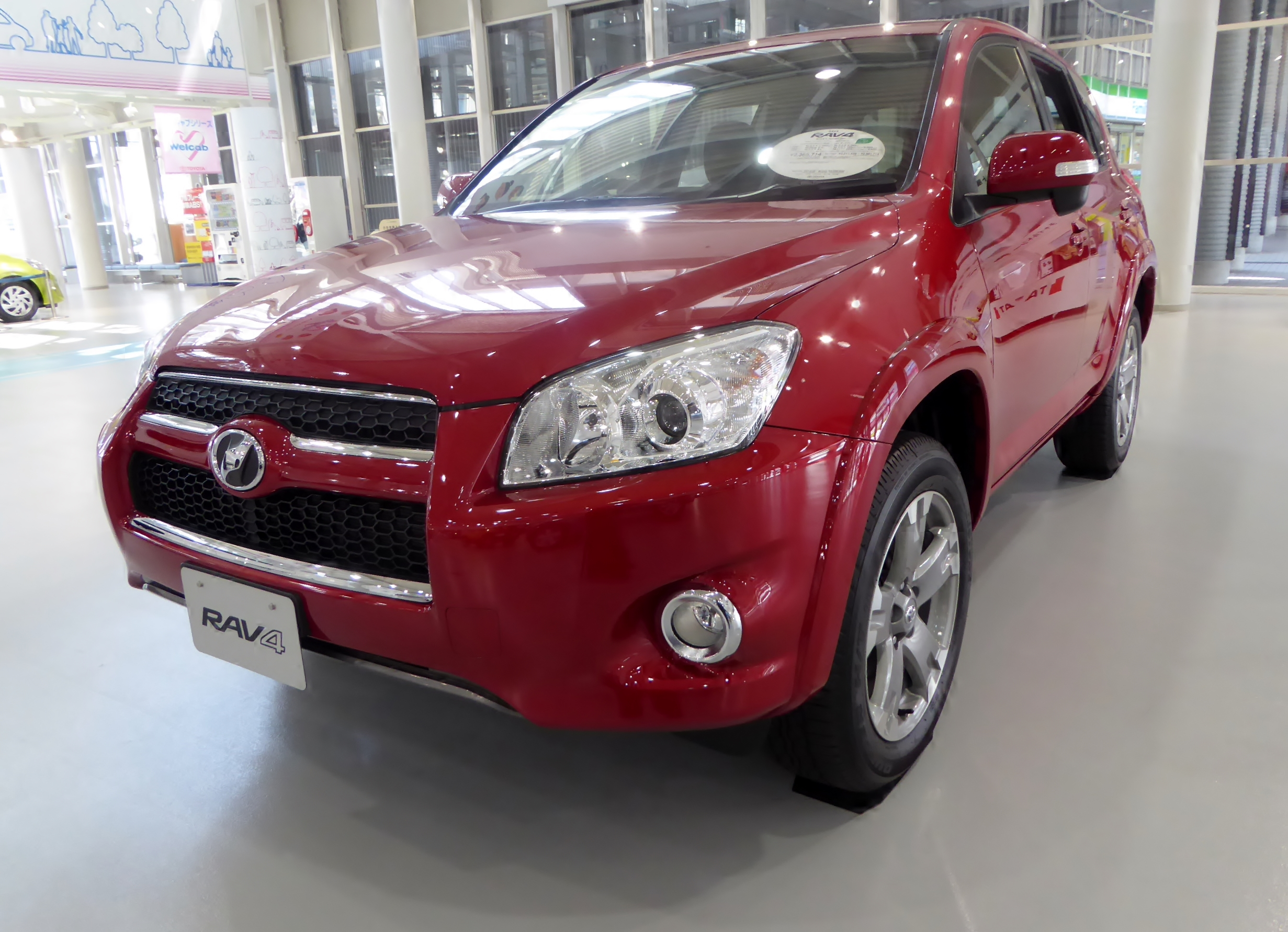
日本仕様後期型 STYLE "S Package"（2012年12月 - 2015年5月）
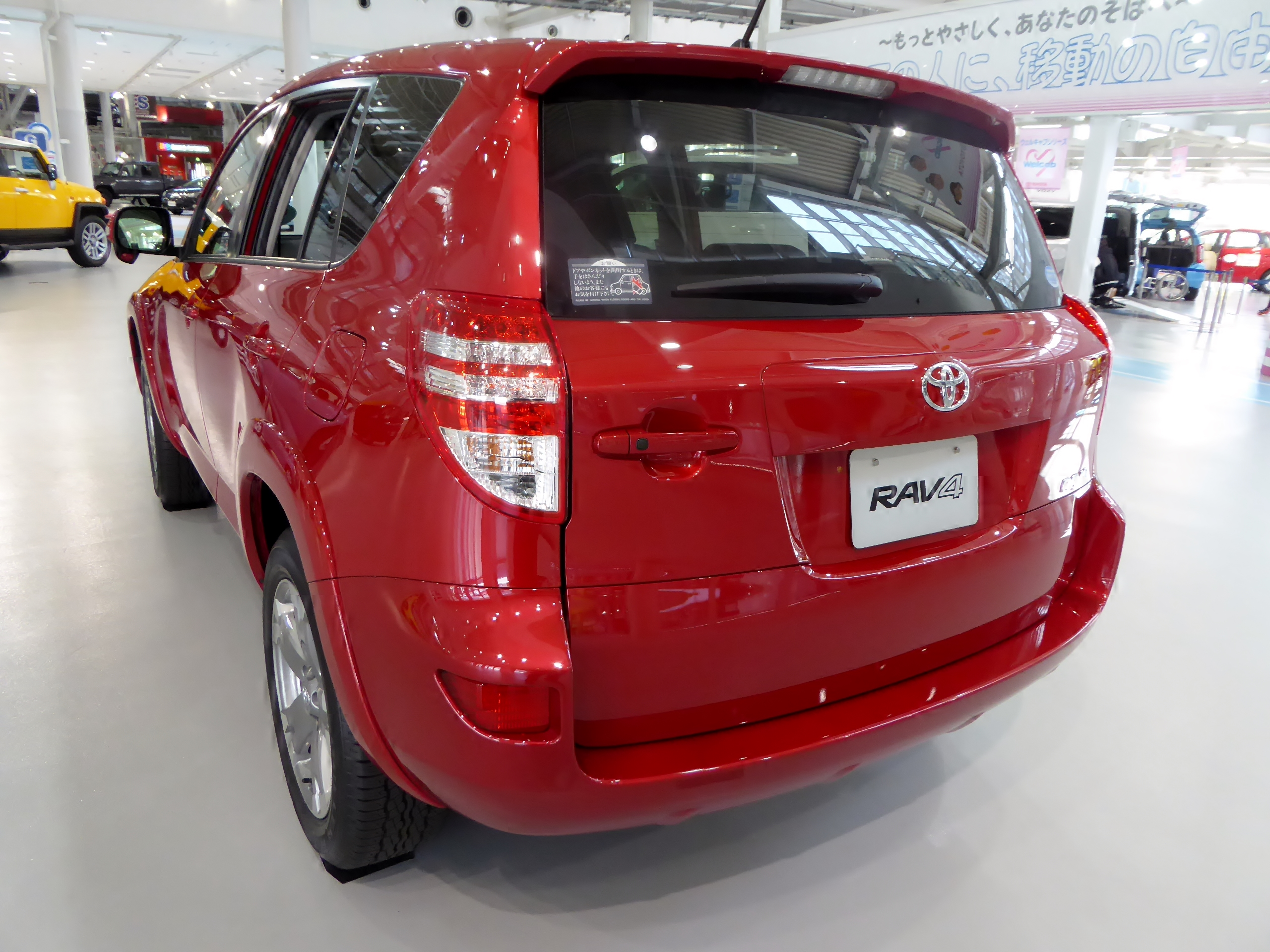
日本仕様後期型 STYLE "S Package" リア

## 4代目（XA40型・2013年1月 - 2018年11月）
2012年11月開催のロサンゼルス・モーターショーにてワールドプレミア、翌2013年1月より北米市場に、また欧州市場には同年3月に投入された。韓国においても2013年中盤に販売を開始。日本での生産工場は高岡工場と豊田自動織機長草工場の2か所。
なお、日本では2013年11月に当車のプラットフォームを使用した兄弟車である3代目ハリアーが導入されたこと、当時は国内でのSUVの人気が現在の様に爆発的ではなかったこと等から投入は見送られた（この時期、初代RAV4からのライバル車であるホンダ・CR-Vも、5代目投入までの2年半にわたり日本市場から撤退している。）。
北米仕様のエンジンは2.5Lとなり、トランスミッションは4速ATから6速ATに変更された。欧州仕様は先代同様の2.0Lガソリン、2.2Lディーゼルに加え、新開発の2.0Lディーゼルを搭載する。
2015年のマイナーチェンジで、オーリスに似た近年のトヨタのデザインアイコンである「キーンルック」をフロントに採用すると共に、カムリやハリアーと同じ2AR-FXE型2500cc直4ハイブリッドユニットを搭載したモデルも追加された。
世界的な売上は好調で、2016年、2017年と世界のSUV販売台数1位となっている。
ちなみに本モデルの18インチアルミホイールは日本向けのU60系ハリアーの特別仕様車に流用設定されていた。

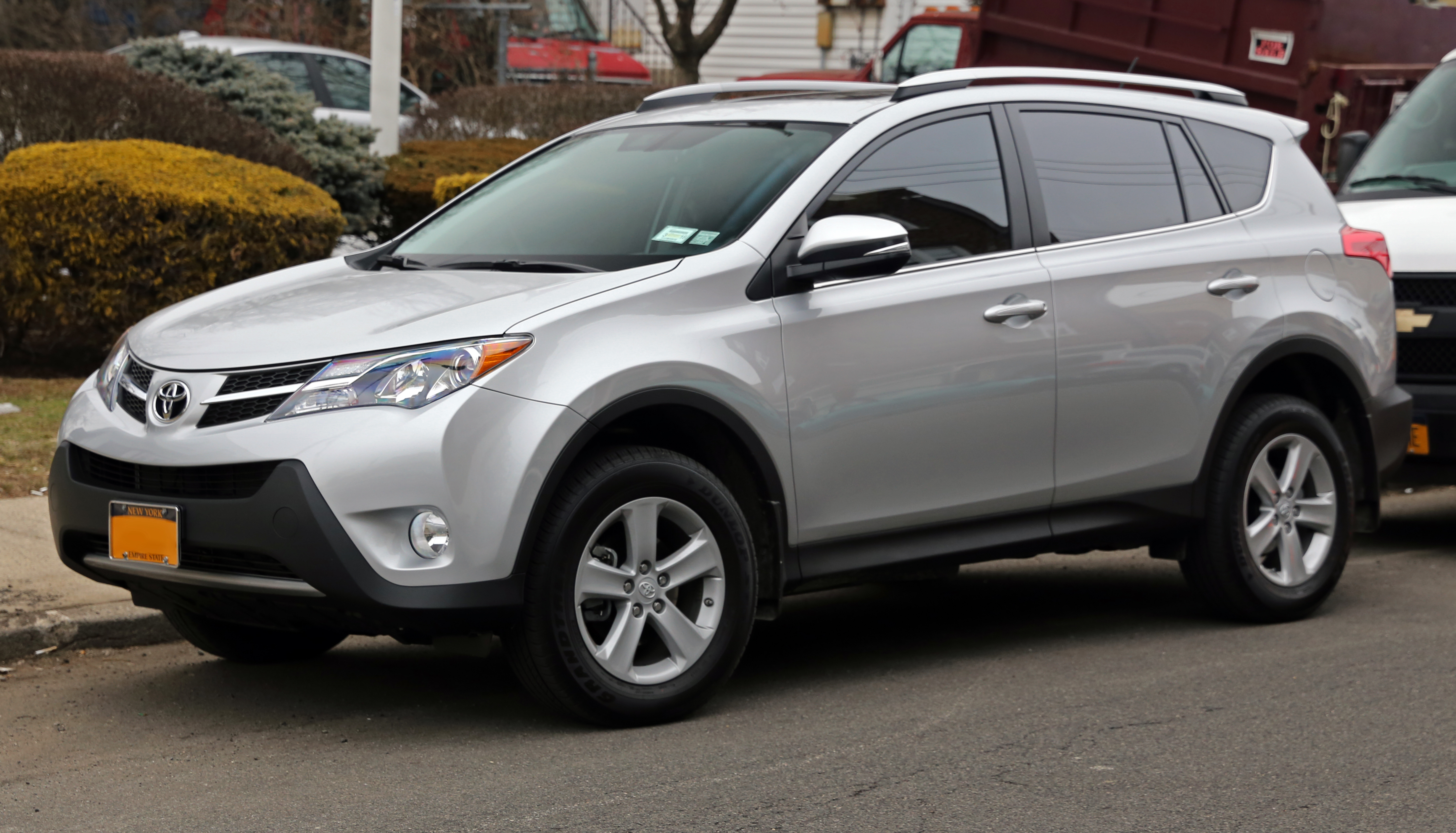
前期型 フロント
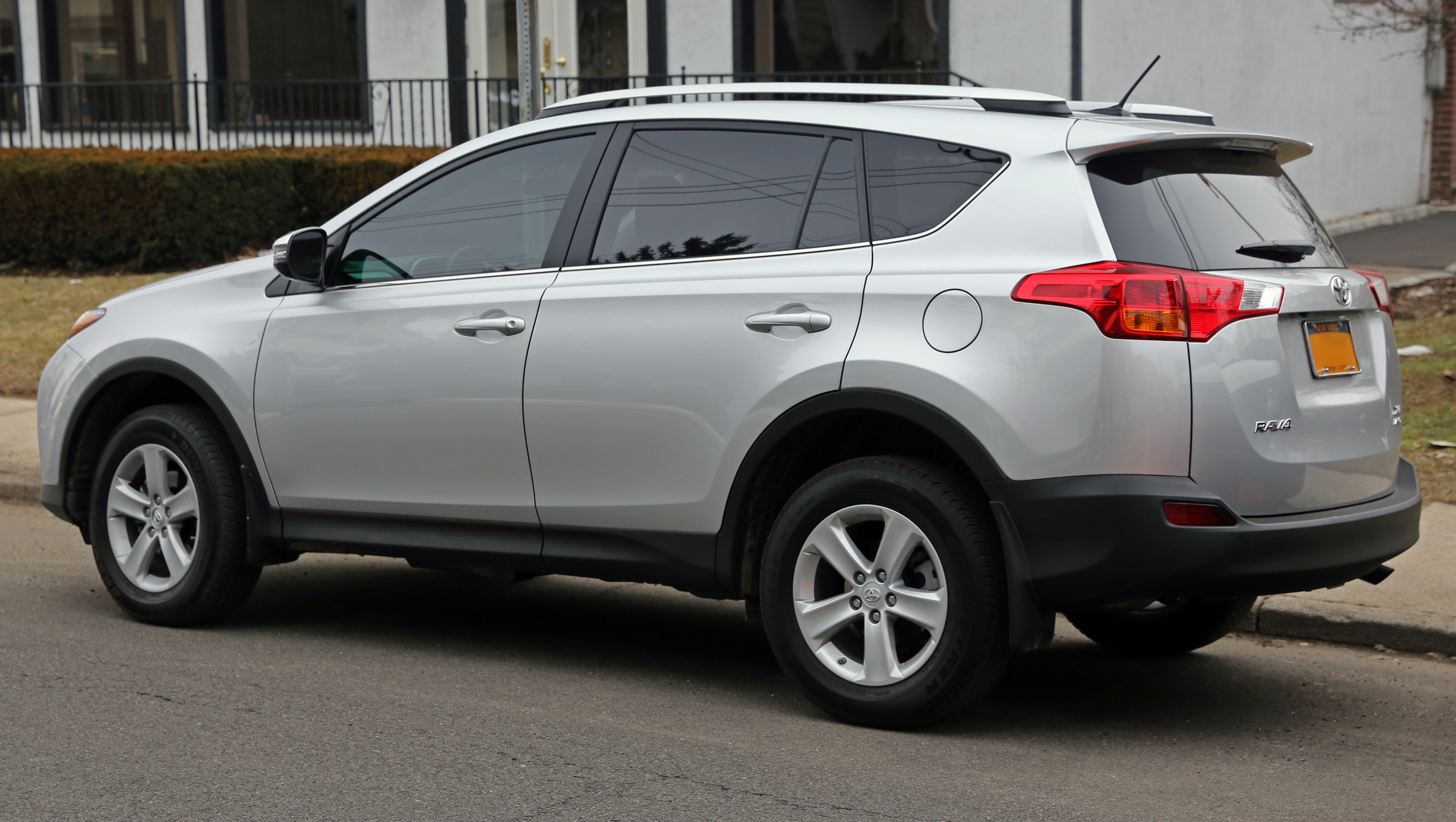
前期型 リア

## 5代目（XAA50/XAH50/XAP50型・2018年11月 - ）
5代目は、北米市場でおいて2018年11月に発表、ガソリン車は同年12月より販売を開始したほか、ハイブリッド車は2019年3月に発売された。日本での生産工場は高岡工場と豊田自動織機長草工場の2か所。
「TNGA」に基づく「GA-Kプラットフォーム」の採用に加え、パワートレインを刷新。トヨタが「ダイナミックフォース エンジン」と呼ぶ新世代2.5L直噴ガソリンエンジン（北米仕様A25A-FKS、最高出力は203hp）に、「Direct Shift-8AT」を組み合わせた（北米仕様）ほか、新型2.5Lハイブリッドシステム（THS II）が搭載される。日本仕様は、2.0LのM20A-FKSエンジン＋CVT、ハイブリッド仕様の2種が導入された。
また2.0Lのガソリン車のうち、「Adventure」「G "Z package"」グレードには新開発の「ダイナミックトルクベクタリングAWD」を採用。走行状況に応じてリヤのトルクを左右独立で制御する「トルクベクタリング機構」に加え、前後輪の車輪軸に採用した世界初の「ラチェット式ドグクラッチ」により、2WD走行時に、後輪に動力を伝達させる駆動系の回転を停止させて損失を低減し、燃費向上を目的とした「ディスコネクト機構」を採用。また、ハイブリッド車に採用する電気式AWDシステム「E-Four」は、電気で駆動する後輪の全体トルクが先代（4代目）比1.3倍に向上したほか、走行状態に応じて適切に後輪にトルクを配分する新制御を採用した。
2020年6月にはプラグインハイブリッドモデルのRAV4 PHVが導入された。ハイブリッド車に採用されている「THS II」をベースにしたプラグインハイブリッドシステム「THS II Plug-in」が採用され、フロントモーターを変更して高出力化したことでシステム最高出力を225kW(306PS)に向上させ、瞬時の加減速も可能。大容量リチウムイオンバッテリーを車体中央の床下に配置し、低重心化と重量バランスの最適化を行った。また、AC100V・1500Wの外部給電機能が標準装備されており、ラゲージ内に備わっているアクセサリーコンセントに加え、付属のヴィークルパワーコネクターを車両後方右側の普通充電インレットに差し込むことで外部給電用コンセントとして使用可能になる。給電モードはバッテリーのみを使用するEV給電モードとバッテリー残量が所定値を下回るとエンジンが起動するHV給電モードの2種類が設定される。なお、2022年10月の一部改良によりRAV4へ統合され、プラグインハイブリッド車専用グレードとなる「Z」として設定された。
日本仕様では、WLTCモードにおける燃料消費率並びに排出ガスに対応しており、ガソリン車・ハイブリッド車・プラグインハイブリッド車（旧RAV4 PHV）問わず全車で「平成30年排出ガス基準75%低減レベル（☆☆☆☆☆）」認定を取得している（ハイブリッド車ではJC08モードでの燃料消費率も併記されている）。

### 年表
2017年（平成29年）11月30日
ロサンゼルスオートショーにおいて、小型SUVのコンセプトカー「Future Toyota Adventure Concept（FT-AC）」を出展すると発表。
2018年（平成30年）3月28日
ニューヨーク国際自動車ショーにおいて、5代目「RAV4」を世界初披露。
米国での販売開始時期は、ガソリン車が2018年末頃、ハイブリッド車は2019年初頭、また、日本では2019年春頃の発売を予定、と発表。
2018年11月20日
米国で5代目「RAV4」を発表。
北米市場では、ガソリン車を同年12月、また、ハイブリッド車を2019年3月下旬から発売する、とあわせて発表。
2018年11月21日
日本仕様の5代目「RAV4」に関する特設サイトを開設。
2019年（平成31年）4月10日
日本仕様がフルモデルチェンジされ、約2年8か月ぶりに販売が再開された。この5代目RAV4が日本市場での平成最後の新型車となった。キャッチコピーは『好きにまみれろ!』。
日本仕様ではフルモデルチェンジ当初よりガソリン車・ハイブリッド車が両方設定されている。
ガソリン車は「X」・「G」・「Adventure」の3種が設定。
「X」はシルバーメタリック塗装の17インチアルミホイール、ブラックのフロントグリルやレジスターノブ（サイドはダイヤル付）、カラードのバックドアガーニッシュ、ウレタンの3本スポークステアリングホイール、アナログメーター（メーター照度コントロール付）、4.2インチTFTカラーマルチインフォメーションディスプレイ、ファブリックのシート表皮、マニュアルのフロントシート（運転席6ウェイ・助手席4ウェイ）などが装備され、デッキサイドポケットには仕切り板が付く。
「G」はタイヤ・アルミホイールが18インチにサイズアップするとともに、アルミホイールがスーパークロームメタリック塗装に、バックドアガーニッシュがカラード+高輝度シルバー塗装に、3本スポークステアリングホイールとシフトノブがサテンメッキ加飾付本革巻きに、TFTカラーマルチインフォメーションディスプレイはスピードメーター表示を備えた7.0インチに、シート表皮がステッチ付合成皮革に、運転席が8ウェイパワーにグレードアップすると共に、シルバー塗装のスキッドプレート（フロント・リア）、フロントフォグランプ（ハロゲン）、インテリジェントクリアランスソナー［パーキングサポートブレーキ（静止物）］、リアクロストラフィックオートブレーキ［パーキングサポートブレーキ（後方接近車両）+ブラインドスポットモニター（BSM）］、ステアリングヒーター、運転席シートポジションメモリー、電動ランバーサポート（運転席/2ウェイ）、快適温熱シート（運転席・助手席）、パワーバックドアなどが追加装備され、デッキサイドポケットにはネットが付く。また、タイヤとアルミホイールを19インチにサイズアップし、ダイナミックトルクベクタリングAWD、ダウンヒルアシストコントロール、デジタルインナーミラー、ハンズフリーパワーバックドアを追加装備した「Z Package」が設定される。
「Adventure」は19インチアルミホイールを切削光輝+ブラック+マットクリア塗装に、フロントバンパー・フロントグリル・スキッドプレート・ホイールアーチモール・シート表皮が専用品に、フロントシートがスポーティタイプにそれぞれ変更され、フロントスキッドプレートとホイールアーチモールを大型化。リア左下に装着の車名プレートがマットブラックとなるとともに、リア右下にマットブラックのグレードマーク（ADVENTURE）が装着される。なお、リアサイドスポイラー、バックドアガーニッシュ、3本スポークステアリングホイールは「X」と同じ仕様となり、インテリジェントクリアランスソナーとリアクロストラフィックオートブレーキは「X」と同様オプション設定となり、ステアリングヒーターと快適温熱シートもオプション設定（他の装備とのセットオプション）。運転席シートポジションメモリーとパワーバックドアは非装備（ただし、後者は「G"Z Package"」と同じハンズフリータイプがオプション設定で装備可能）となる。
ハイブリッド車は「HYBRID X」と「HYBRID G」の2グレードが設定される。「HYBRID X」は「X」、「HYBRID G」は「G」の装備内容に準じるものの、ドライブモードセレクトがダイヤル式（「HYBRID X」の2WD車はガソリン車と同じプッシュ式）に、LEDヘッドランプはBI-Beamに、左右独立温度コントロールフルオートエアコンは1席集中モードと湿度センサーを備えたS-FLOWタイプに変更され、SNOWモードはTRAILモードに置き換えられ、LEDクリアランスランプはガソリン車では独立して装備されているデイライトが機能として組み込まれ、シーケンシャルシフトマチックは6速となる。「HYBRID G」では、パワーバックドアをオプションでハンズフリータイプにグレードアップすることも可能である。
2019年（令和元年）5月16日
発売からおよそ1か月（ゴールデンウィークに伴う休業があった為、販売店の営業日ベース）にあたる5月15日時点での日本での受注台数が月販目標（3,000台）の8倍となる約24,000台となったことが発表された。
2019年12月6日
「2019 - 2020日本カー・オブ・ザ・イヤー」を受賞。国産車では3年ぶり、トヨタ車では3代目プリウス以来10年ぶりの受賞となった。
2020年（令和2年）6月8日
日本でプラグインハイブリッドモデルの「RAV4 PHV」を発表・発売。
外観も既存のRAV4と差別化されており、専用フロントグリルとロアモール、専用LEDデイライトで構成されたフロントフェイスを採用。ボディカラーはPHV専用色の「エモーショナルレッドII（メーカーオプション）」を含む6色が設定され、ボディ下部（ホイールアーチモール・ドア下ロッカーモール・リアバンパー・リアスキッドプレート）はボディカラーを問わずアティチュードブラックマイカでコーディネートされる。
グレード体系は「G」と「BLACK TONE」の2グレードが設定される。「G」は18インチアルミホイール（切削光輝+ダークグレーメタリック塗装）、バックガイドモニター、合成皮革と「レザテック」のシート表皮、助手席4ウェイマニュアルシート（前後スライド+リクライニング）、快適温熱シート（運転席・助手席）、助手席シートバックポケット等が装備される。また、リアクロストラフィックオートブレーキ［パーキングサポートブレーキ（後方接近車両）］+ブラインドスポットモニター（BSM）、パノラミックビューモニター、運転席シートバックポケット、パワーバックドア（挟み込み防止機能・停止位置メモリー機能付）を追加し、助手席が4ウェイパワーシートに、センターコンソールボックスにインナートレイを追加した「G"Z"」も設定される。「BLACK TONE」は2トーン専用グレードで、ボディ下部に加えてルーフとドアミラーもアディチュードブラックマイカに変更されるほか、アルミホイールが19インチ（切削光輝+ブラック塗装）にサイズアップされ、雨滴感応式フロントオートワイパー、デジタルインナーミラー、カラーヘッドアップディスプレイ、ハンズフリーパワーバックドア（挟み込み防止機能・停止位置メモリー機能付）、おくだけ充電が追加され、スマートエントリーが全ドアにグレードアップされる。
2020年7月1日
スズキの欧州部門がトヨタとの業務提携の一環として、「RAV4 PHV」をスズキの欧州市場向けに「スズキ・アクロス」の名前でOEM供給を受けることを発表。
2020年8月7日
日本仕様を一部改良。
ディスプレイオーディオ（DA）とDCM（車載通信機）を全車に標準装備された。DAはグレードによりディスプレイサイズが異なり、「X」と「HYBRID X」は8インチ、その他のグレードは9インチとなる。DA装着車では珍しくバックガイドモニターとパノラマミックビューモニターはオプション設定。また、DAレス(カバーレス)を設定、DAレス用にバックカメラオプションを設定。
従来はグレード別設定（標準装備又はメーカーオプション設定）だったインテリジェントクリアランスソナーを「X」・「Adventure」・「HYBRID X」に標準装備化したことで全車標準装備となり、パノラミックビューモニターが新たに設定され、「G」・「G"Z Package"」に標準装備、「Adventure」にメーカーオプション設定された。
2020年10月2日
日本仕様に特別仕様車「Adventure"OFFROAD Package"」が設定され、同日より発売された。
「Adventure」をベースに、ルーフレールをブリッジ型に変え（米国より輸入したパーツを装着する）、専用サスペンションの採用で最低地上高をベース車よりも10mmアップし、それに伴ってタイヤ・アルミホイールを18インチに小径化。また、タイヤにはオールテレインタイヤが装着され、アルミホイールはマットブラック塗装の専用品を装備。内装では専用合成皮革シート表皮、インストルメントパネル、ドアトリムショルダーにレッドステッチが施され、フロントカップホルダーやセンターオープントレイはレッド+ブラックを採用した。また、本仕様車専用のアドベンチャークロスバーが販売店オプションとして設定される。
ボディカラーは既存色のグレーメタリックとアディチュードブラックマイカに、特別設定色のスーパーホワイトIIを加えた3色が設定される。
2021年（令和3年）12月1日
日本仕様を一部改良。
従来ガソリン車のみだった「Adventure」に、ハイブリッド車の「HYBRID Adventure」が追加設定された。
ボディカラーが一部変更となり、「Adventure」専用のツートーンカラー（メーカーオプション）において、既存色をアッシュグレーメタリック×アーバンカーキのみに絞り、新色のアッシュグレーメタリック×グレイッシュブルーとの2種展開とした。
また、ハイブリッド車とPHVはヘッドランプの意匠、ガソリン車・ハイブリッド車はアルミホイールの意匠がそれぞれ変更された。
2022年（令和4年）10月4日
日本仕様を一部改良し、特別仕様車「Adventure"OFFROAD package II"」が発売された。
プリクラッシュセーフティに交差点右折時の対向直進車や右左折時の対向方向から横断してくる歩行者の検知に対応するなど、「Toyota Safety Sense」の機能拡大が行われ、コネクティッドナビ対応のディスプレイオーディオを採用（「X」は8インチ、それ以外のグレードは10.5インチ）。T-Connectの有料オプションにより車載Wi-Fiに対応した。グレード別設定（標準装備またはメーカーオプション）のデジタルインナーミラーに録画機能が追加され、「ナノイーX」を全車に標準装備された。
ボディカラーは「X」・「G」・「Z（旧RAV4 PHV）」に設定のパール系（メーカーオプション）のホワイトパールクリスタルシャインをプラチナホワイトパールマイカに差し替えられ、「Z」は従来のRAV4 PHV「BLACK TONE」の設定色のうち、アティチュードブラックマイカ×グレーメタリックとアティチュードブラックマイカ×エモーショナルレッドIIを2トーンカラーとして引き継ぎ、アティチュードブラックマイカ×ホワイトパールクリスタルシャインはアディチュードブラックマイカ×プラチナホワイトパールマイカに差し替える形で設定された。
特別仕様車は2020年10月に発売された「Adventure"OFFROAD Package"」のバージョンアップ仕様となり、ドアミラーカバー、スキッドプレート（フロント/リア）、フロントバンパーに塗料を重ね塗りすることでこすり傷への耐性を持たせたGORI GORI BLACK塗装、バックドアガーニッシュにマット調ブラック塗装を採用。ボディカラーは継続設定となるモノトーンカラー3色に加え、アディチュードブラックマイカと組み合わせた特別設定の2トーンカラー（メーカーオプション）として、アーバンカーキとグレイッシュブルーが設定された。なお、外装品の一部についてはディーラーオプションとして「Adventure」に後付けで装備可能である。
2022年10月19日
ベルギーで新グレード「GR SPORT」を発表。ヨーロッパで導入する。エクステリアでは、ピアノブラックのホイールアーチトリムやサイドモールディング、バックドアガーニッシュを加え、フロントには、グリルと同じブラックのGメッシュパターンと新しいフロントスポイラーを備える。ハイブリッド車はダークシルバーで仕上げられ、プラグインハイブリッドモデルではガンメタルグレーとなっている。フロントグリルとバックドアにはGRのバッジが装着。足元には、新しい超精密ラインカット技術を使用して仕上げられた合金ホイールを装備し、標準装備の19インチホイールは、光沢のあるブラック仕上げで、ピンストライプのディテールが施される。 インテリアでは、フロントシートは、環境に配慮し、動物性素材を使用しない合成皮革のボルスターとスエード調の素材で仕上げられている。ヘッドレストにはGRロゴのエンボス加工を、シートやステアリングホイール、シフトレバーにはシルバーのステッチを、ドアやステアリングホイールにはガンメタリックのトリミングを施す。フロアマットとステアリングホイールにもGRのロゴを配す。走行性能では、サスペンションを改良。硬めのスプリングとショックアブソーバーを新たに装備する。
2024年（令和6年）11月28日
日本仕様を一部改良（ガソリン車・ハイブリッド車は同年12月16日、プラグインハイブリッド車は2025年1月6日発売）。
「X（ハイブリッド車を含む）」に設定されていた2WD車が廃止され、全車4WD（ハイブリッド車はE-Four）化。
ハイブリッド車はメーカーオプションのアクセサリーコンセント設定時、外部給電アタッチメントを追加。また、ハイブリッド車とプラグインハイブリッド車は、リア右下に装着されているハイブリッド/プラグインハイブリッドシンボルマーク（HYBRID SYNERGY DRIVE/PLUG-IN HYBRID）が"BEYOND ZERO"タイプの「HEV/PHEV」エンブレムへ変更された。
従来はメーカーオプション設定だった装備の一部が標準化され、「X」はパーキングサポートブレーキ（後方接近車両）+ブラインドスポットモニターとドアミラー足元照明を装備。「G（"Z Package"を含む）」・「Z」・「Adventure」は10.5インチ ディスプレイオーディオPlusがそれぞれ装備された。なお、特別仕様車「Adventure"OFFROAD Package II"」はベース車同様に10.5インチ ディスプレイオーディオPlusの標準装備化とハイブリッド車に装着されているハイブリッドシンボルマークの変更（HYBRID SYNERGY DRIVEからHEVへ変更）を受け継続販売される。

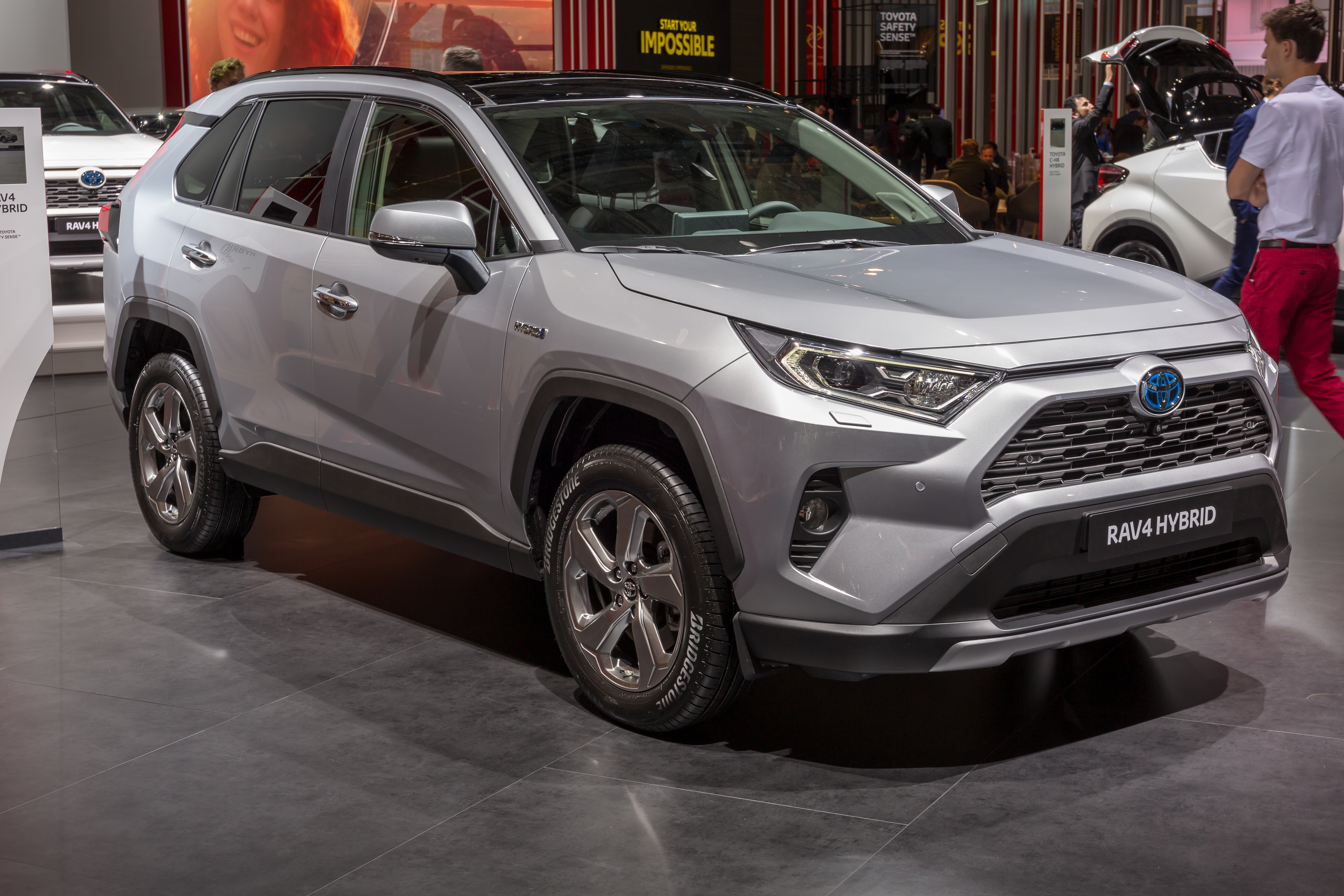
ハイブリッド フロント（欧州仕様）
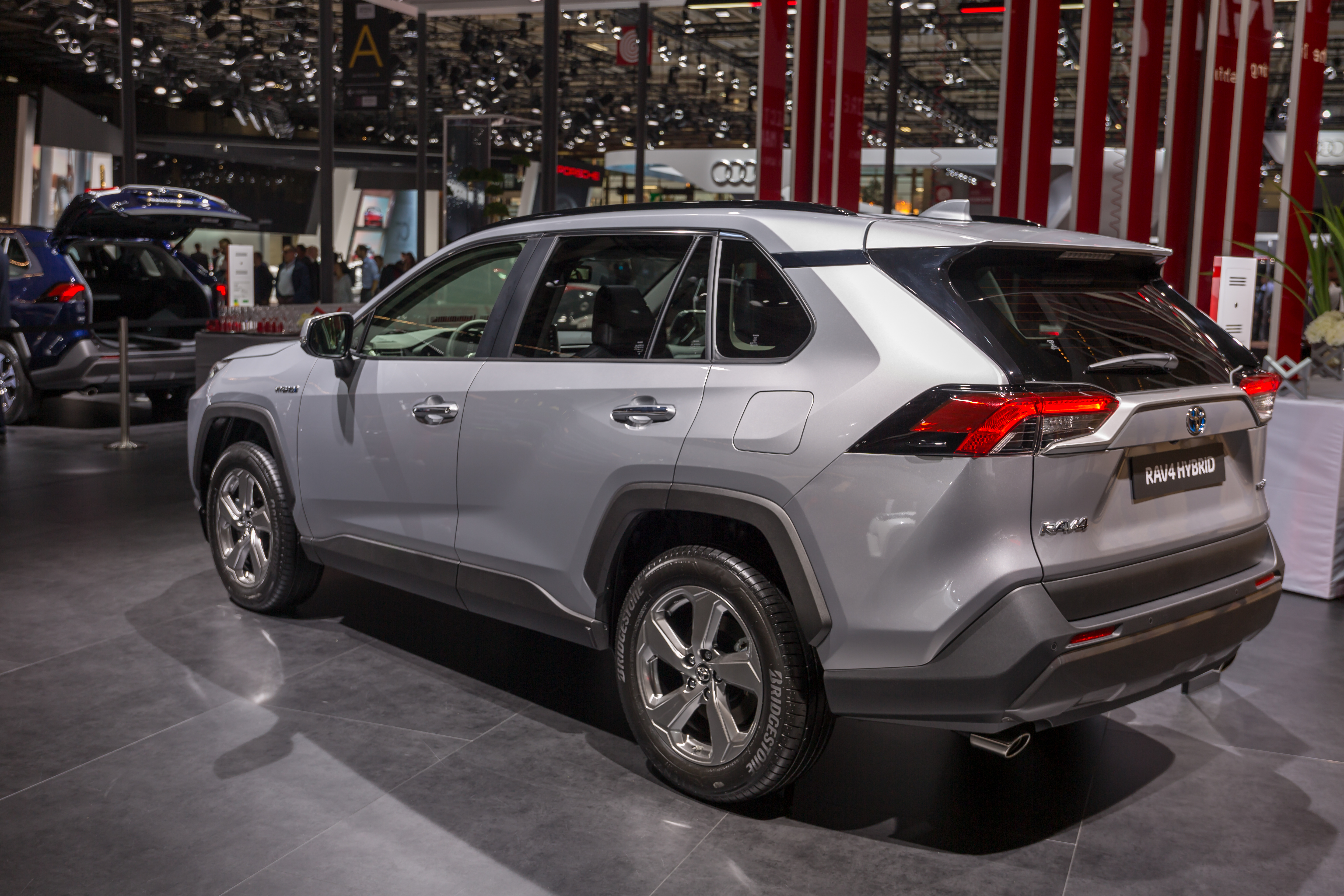
ハイブリッド リア（欧州仕様）
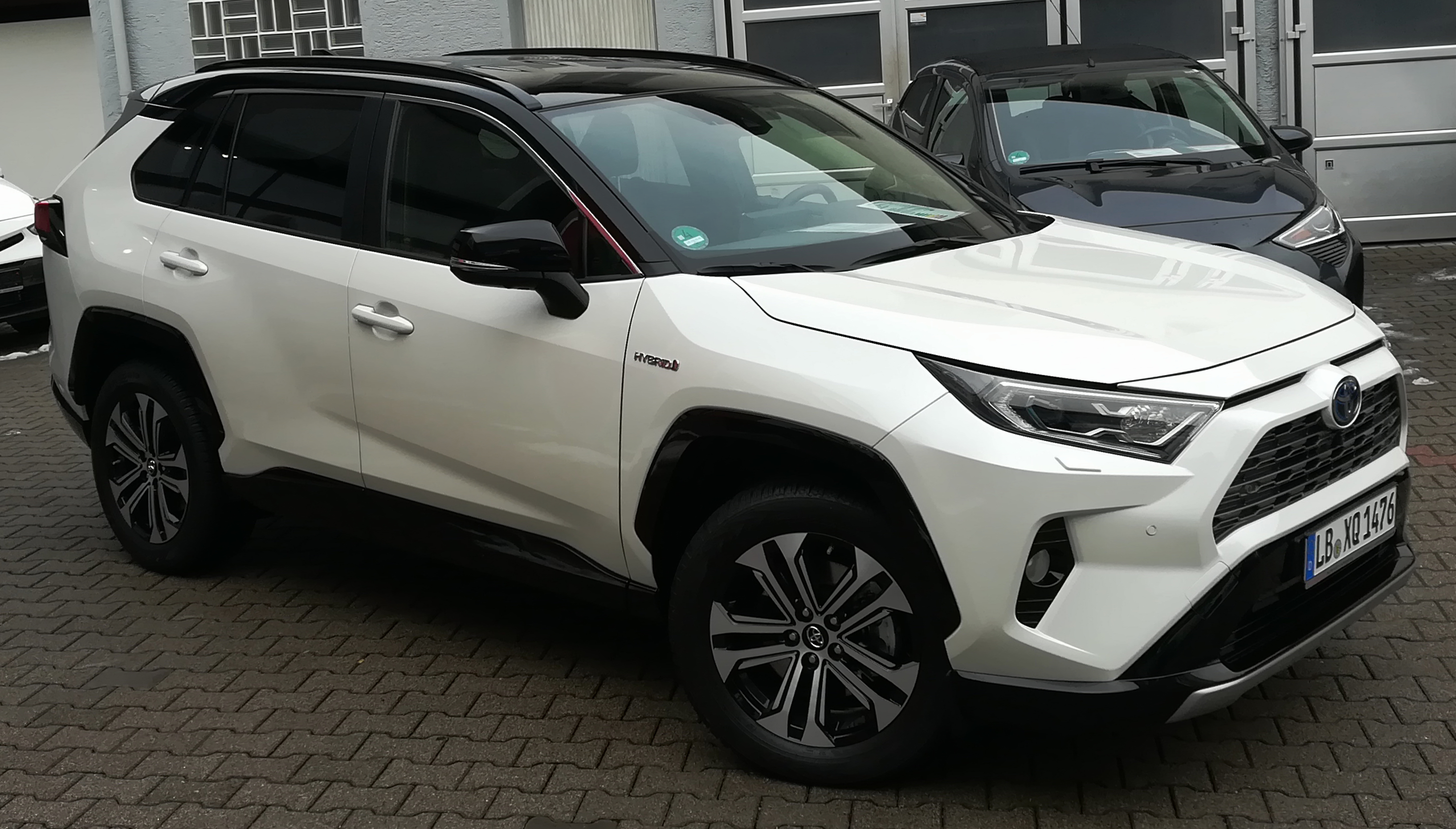
ハイブリッド フロント（欧州仕様）
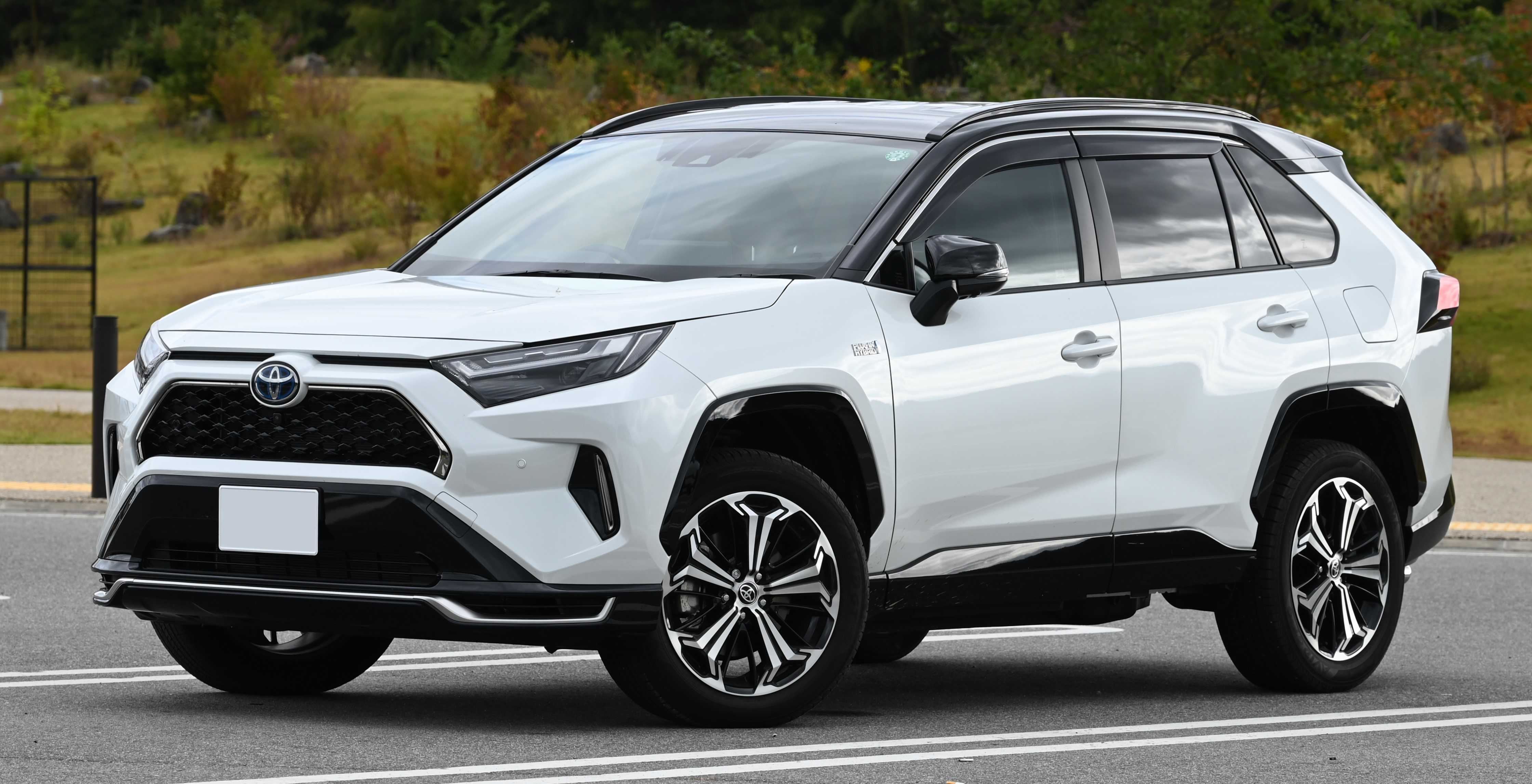
PHV フロント
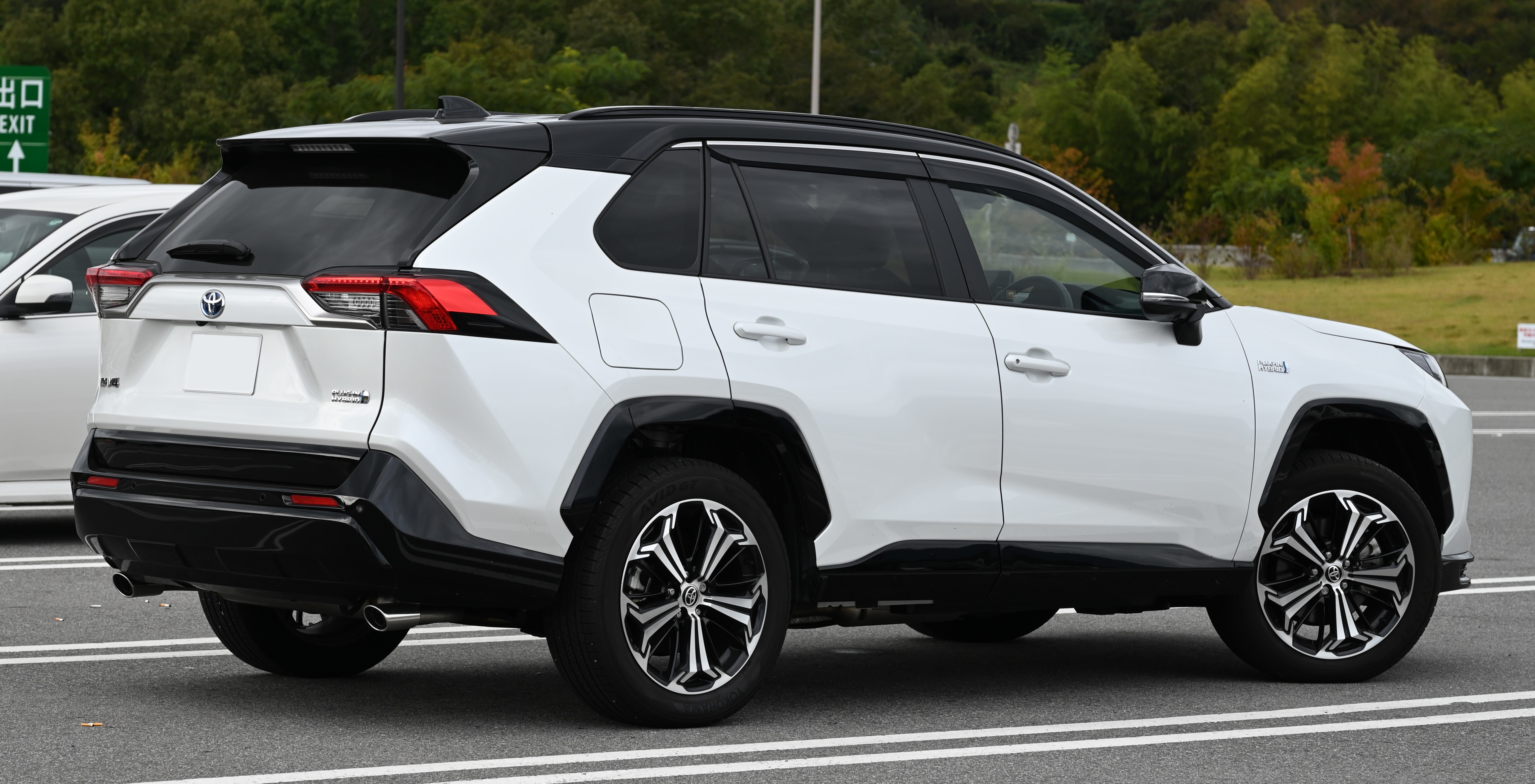
PHV リア

## 6代目

### 年表
2025年（令和7年）5月19日
6代目モデルのワールドプレミアを実施することを発表し、ティザー写真が公開された。
2025年5月21日
ワールドプレミアにて6代目モデルが世界初披露された。
6代目では「CORE」・「ADVENTURE」・「GR SPORT」の3つのスタイルが用意される。また、5代目まで設定されていたガソリン車がなくなり、プラグインを含めたハイブリッド専用車種となる。
日本では2025年度内の発売予定がアナウンスされた。

## モータースポーツ

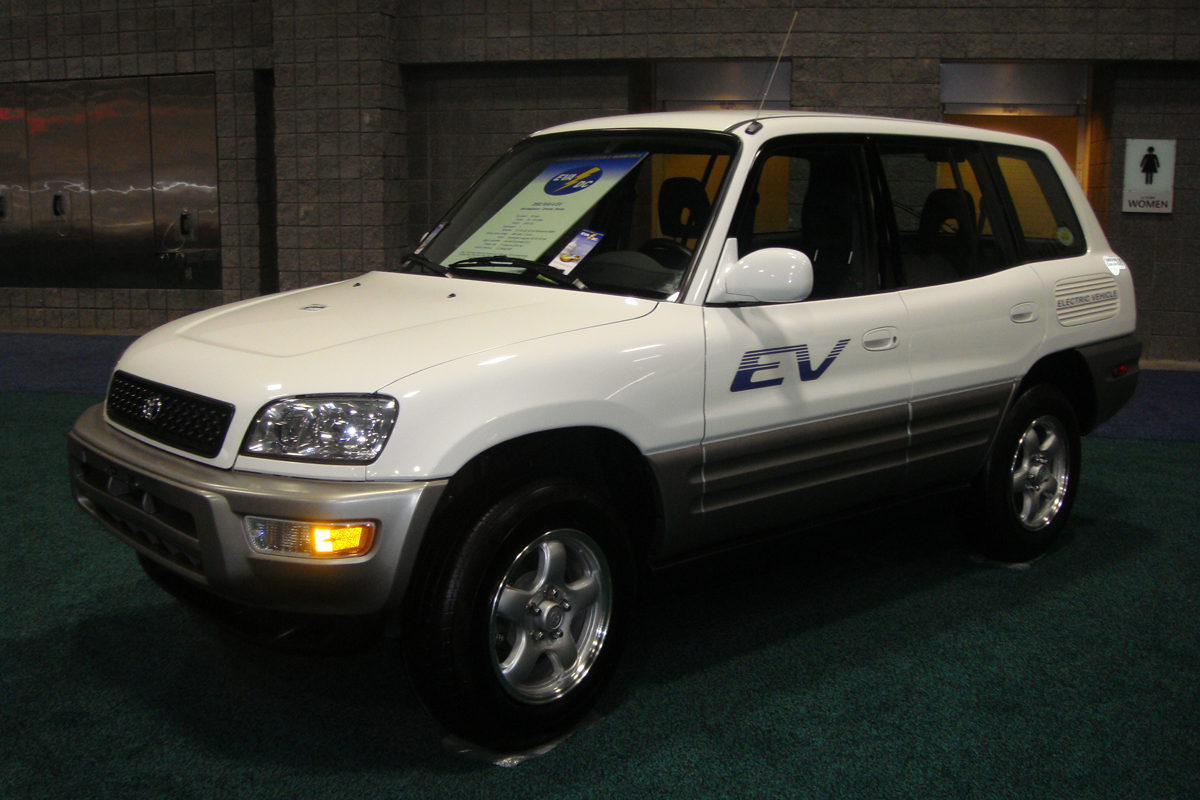
EV仕様のRAV4 L V（BEA11G）

1995年に開催された、世界初のEV専門ラリー「第一回スカンジナビア・エレクトリック・カー・レース」にRAV4が出場。ニッケル水素電池と20kWのモーターでコンバートEVにしたこのRAV4は見事に総合優勝を飾った。またこのラリーで得たデータが、のちのプリウスのハイブリッド開発に活かされている。
EV仕様のRAV4はその後も1996年から2003年まで生産され、1998年のモンテカルロのEVラリーや、2015年のパイクスピーク・ヒルクライムにも登場した。
00年代のダカール・ラリーではベルギーのプライベーターにより、トヨタのV型8気筒エンジンやディーゼルエンジンを搭載した、RAV4の改造車やプロトタイプが複数台参戦した。
4代目では、ラリー仕様の前輪駆動のRAV4がTRD USAによって開発されており、複数の北米ラリーの二輪駆動部門に参戦。オートマティックトランスミッションとテイン製ダンパーを装着し、かつてセリカとタコマでパイクスピーク・ヒルクライムを連覇したロッド・ミレンの息子、ライアン・ミレンがドライブしている。2016年にはラリー・アメリカでフォード・フィエスタなどを相手に3勝を挙げクラス2位に入る活躍を見せた。また2017年には新たに誕生したARAナショナル・チャンピオンシップの二輪駆動部門にも参戦、開幕から4連勝して初年度のクラスチャンピオンを獲得した。

## 取扱い販売店
初代と2代目は、トヨタカローラ店系列で「RAV4L」、ネッツ店（旧・トヨタオート店）系列で「RAV4J」として販売された。3代目はネッツ店専売となり車名も「RAV4」に統一された。5代目ではネッツ店に加え、2代目以来となるカローラ店での取扱を再開した。
なお、東京都では、ネッツ店系のネッツトヨタ東都とネッツトヨタ多摩、カローラ店系のトヨタ西東京カローラに加え、2019年4月にトヨタ東京販売ホールディングスと同社傘下の販売会社4社（東京トヨタ自動車・東京トヨペット・トヨタ東京カローラ・ネッツトヨタ東京）の統合により発足したトヨタモビリティ東京でも取り扱われるため、都内全てのトヨタディーラーでの購入が可能である。
また、2020年5月1日に、東京都を除く全ての地域で全車種併売化されたことに伴いトヨタ店とトヨペット店での取扱が開始された。

## 車名の由来
「Recreational Active Vehicle 4Wheel Drive」の頭文字。「アウトドアでもアーバンシーンでも見て乗って楽しいクルマ」の意味が込められていた。またRAV4LのLはLiberty、RAV4JのJはJoyfulを表す。
2019年4月に発売された5代目は「Robust Accurate Vehicle with 4 Wheel Drive」の頭文字（バクロニム）に変更。英語で「SUVらしい力強さと、使用性へのきめ細やかな配慮を兼ね備えた4WD」の意味が込められている。